# الرباط
الرِّبَاط(ملاحظة 1) (بالأمازيغية: ⵕⵕⴱⴰⵟ) هي العاصمة الإدارية الرسمية للمملكة المغربية، وجماعة ذات طابَع حضري تقع بجهة الرباط سلا القنيطرة، يبلُغ عدد سكانها 515,619 نسمة بحسَب إحصاء 2024. تقع على ساحل المحيط الأطلسي، وعلى الضفة اليسرى لمصب نهر أبي رقراق الذي يفصلها عن مدينة سلا. تشتهر المدينة بصناعة النسيج كما توجد بها جامعة محمد الخامس أول جامعة حديثة أُسِّسَتْ في المغرب بعد الاستقلال.
أُسست العاصمة الحالية للمغرب خلال أزمنة تاريخية مختلفة، فكانت بداية معالمها التأسيسية خلال حقبة المرابطين الذي جعلوا منها رباطًا منيعًا ونقطة لصد وردع هجمات البورغواطيين، وبعد سقوطهم تسلَّم مشعلها الموحدون في القرن الثاني عشر فجعلوا منها مدينة محصنة تنطلق منها الجيوش إلى الأندلس، شملت بالإضافة إلى القلعة، مسجدًا ودارًا للخلافة، ويعتبر يعقوب المنصور، المؤسس الحقيقي لمدينة «رِباط الفتح» التي جعل منها عاصمة لدولته وأمر بتحصين كافة أسوارها، فيما ذكر عدة مؤرخين أن اكتمال بناء المدينة كان في عهد أبي يوسف المنصور، بما في ذلك السور والبوابات، فنمت المدينة في البداية إلا أنها ما لبثت أن دخلت في فترة طويلة من الانحدار بعد انهيار الموحدين. وخلال القرن السابع عشر، أصبحت الرباط ملاذًا لقراصنة البربر. عندما فرض الفرنسيون حماية على المغرب في عام 1912، جعلوا الرباط مركزها الإداري. وعندما حصل المغرب على استقلاله في عام 1956، أصبحت الرباط عاصمته.
تضم المدينة بالإضافة لكل من تمارة وسلا المجاورتين أكثر من 1.8 مليون نسمة. قللت مشكلات الطمي المرتبطة بالميناء من دور الرباط كميناء؛ ومع ذلك، تحتفظ الرباط وسلا بصناعات مهمة كالنسيج ومعالجة الأغذية والبناء. بالإضافة إلى ذلك، تجعل السياحة ووجود جميع السفارات الأجنبية في المغرب الرباط واحدة من أهم المدن في البلاد. تم تصنيف الرباط عاصمة المغرب في المركز الثاني من قبل شبكة سي إن إن في قائمتها لأفضل وجهات السفر لعام 2013. إنها واحدة من عواصم المغرب التاريخية الأربع، والمدينة القديمة في الرباط مدرجة كموقع تراث عالمي. يمكن الوصول إلى الرباط عن طريق القطار من خلال شبكة قطارات المكتب الوطني للسكك الحديدية وعن طريق الطائرة من خلال مطار الرباط سلا الدولي.

## التسمية
يأتي اسم الرباط من الكلمة العربية الرباط التي تعني الرباط، وهو قاعدة إسلامية أو حصن. هذا الاسم هو اختصار لرباط الفتح بمعنى معقل النصر، وهو لقب أطلقه الموحدين عندما أسسوا المدينة كقاعدة بحرية.

## جغرافيا

### تضاريس
الرباط هي مدينة ساحلية تطل على المحيط الأطلسي، تنتمي لهضبة زعير السفلى، وتعتبر عاصمة منطقة زعير.

### مناخ
مناخ المدينة مناخ متوسطي شبه رطب يخضع للمؤثرات البحرية.
| البيانات المناخية لـللرباط (مطار الرباط – سلا) 1991-2020، الحدود القصوى 1943 إلى الوقت الحاضر                                    | البيانات المناخية لـللرباط (مطار الرباط – سلا) 1991-2020، الحدود القصوى 1943 إلى الوقت الحاضر | البيانات المناخية لـللرباط (مطار الرباط – سلا) 1991-2020، الحدود القصوى 1943 إلى الوقت الحاضر | البيانات المناخية لـللرباط (مطار الرباط – سلا) 1991-2020، الحدود القصوى 1943 إلى الوقت الحاضر | البيانات المناخية لـللرباط (مطار الرباط – سلا) 1991-2020، الحدود القصوى 1943 إلى الوقت الحاضر | البيانات المناخية لـللرباط (مطار الرباط – سلا) 1991-2020، الحدود القصوى 1943 إلى الوقت الحاضر | البيانات المناخية لـللرباط (مطار الرباط – سلا) 1991-2020، الحدود القصوى 1943 إلى الوقت الحاضر | البيانات المناخية لـللرباط (مطار الرباط – سلا) 1991-2020، الحدود القصوى 1943 إلى الوقت الحاضر | البيانات المناخية لـللرباط (مطار الرباط – سلا) 1991-2020، الحدود القصوى 1943 إلى الوقت الحاضر | البيانات المناخية لـللرباط (مطار الرباط – سلا) 1991-2020، الحدود القصوى 1943 إلى الوقت الحاضر | البيانات المناخية لـللرباط (مطار الرباط – سلا) 1991-2020، الحدود القصوى 1943 إلى الوقت الحاضر | البيانات المناخية لـللرباط (مطار الرباط – سلا) 1991-2020، الحدود القصوى 1943 إلى الوقت الحاضر | البيانات المناخية لـللرباط (مطار الرباط – سلا) 1991-2020، الحدود القصوى 1943 إلى الوقت الحاضر | البيانات المناخية لـللرباط (مطار الرباط – سلا) 1991-2020، الحدود القصوى 1943 إلى الوقت الحاضر |
| الشهر | يناير                                                                                         | فبراير                                                                                        | مارس                                                                                          | أبريل                                                                                         | مايو                                                                                          | يونيو                                                                                         | يوليو                                                                                         | أغسطس                                                                                         | سبتمبر                                                                                        | أكتوبر                                                                                        | نوفمبر                                                                                        | ديسمبر                                                                                        | المعدل السنوي                                                                                 |
| --- | --------------------------------------------------------------------------------------------- | --------------------------------------------------------------------------------------------- | --------------------------------------------------------------------------------------------- | --------------------------------------------------------------------------------------------- | --------------------------------------------------------------------------------------------- | --------------------------------------------------------------------------------------------- | --------------------------------------------------------------------------------------------- | --------------------------------------------------------------------------------------------- | --------------------------------------------------------------------------------------------- | --------------------------------------------------------------------------------------------- | --------------------------------------------------------------------------------------------- | --------------------------------------------------------------------------------------------- | --------------------------------------------------------------------------------------------- |
| الدرجة القصوى °م (°ف) | 30.0 (86.0)                                                                                   | 33.9 (93.0)                                                                                   | 35.8 (96.4)                                                                                   | 37.6 (99.7)                                                                                   | 43.0 (109.4)                                                                                  | 46.3 (115.3)                                                                                  | 47.2 (117.0)                                                                                  | 45.8 (114.4)                                                                                  | 43.6 (110.5)                                                                                  | 38.7 (101.7)                                                                                  | 35.1 (95.2)                                                                                   | 30.4 (86.7)                                                                                   | 47.2 (117.0)                                                                                  |
| الحد الأقصى المتوسط °م (°ف) | 22.7 (72.9)                                                                                   | 23.8 (74.8)                                                                                   | 28.6 (83.5)                                                                                   | 29.6 (85.3)                                                                                   | 33.8 (92.8)                                                                                   | 34.5 (94.1)                                                                                   | 36.3 (97.3)                                                                                   | 35.2 (95.4)                                                                                   | 33.7 (92.7)                                                                                   | 31.6 (88.9)                                                                                   | 27.8 (82.0)                                                                                   | 23.7 (74.7)                                                                                   | 40.5 (104.9)                                                                                  |
| متوسط درجة الحرارة الكبرى °م (°ف)                                                                                                | 17.4 (63.3)                                                                                   | 18.2 (64.8)                                                                                   | 20.2 (68.4)                                                                                   | 21.2 (70.2)                                                                                   | 23.6 (74.5)                                                                                   | 25.6 (78.1)                                                                                   | 27.2 (81.0)                                                                                   | 27.8 (82.0)                                                                                   | 26.6 (79.9)                                                                                   | 24.8 (76.6)                                                                                   | 21.1 (70.0)                                                                                   | 18.6 (65.5)                                                                                   | 22.7 (72.9)                                                                                   |
| المتوسط اليومي °م (°ف) | 12.3 (54.1)                                                                                   | 13.0 (55.4)                                                                                   | 14.8 (58.6)                                                                                   | 16.0 (60.8)                                                                                   | 18.5 (65.3)                                                                                   | 20.8 (69.4)                                                                                   | 22.6 (72.7)                                                                                   | 23.1 (73.6)                                                                                   | 21.7 (71.1)                                                                                   | 19.6 (67.3)                                                                                   | 15.9 (60.6)                                                                                   | 13.7 (56.7)                                                                                   | 17.7 (63.9)                                                                                   |
| متوسط درجة الحرارة الصغرى °م (°ف)                                                                                                | 7.2 (45.0)                                                                                    | 7.8 (46.0)                                                                                    | 9.5 (49.1)                                                                                    | 10.9 (51.6)                                                                                   | 13.3 (55.9)                                                                                   | 15.9 (60.6)                                                                                   | 17.9 (64.2)                                                                                   | 18.3 (64.9)                                                                                   | 16.8 (62.2)                                                                                   | 14.4 (57.9)                                                                                   | 10.8 (51.4)                                                                                   | 8.8 (47.8)                                                                                    | 12.6 (54.7)                                                                                   |
| الحد الأدنى المتوسط °م (°ف) | 2.7 (36.9)                                                                                    | 3.1 (37.6)                                                                                    | 4.4 (39.9)                                                                                    | 6.5 (43.7)                                                                                    | 8.5 (47.3)                                                                                    | 11.5 (52.7)                                                                                   | 13.6 (56.5)                                                                                   | 14.2 (57.6)                                                                                   | 12.8 (55.0)                                                                                   | 10.1 (50.2)                                                                                   | 5.7 (42.3)                                                                                    | 3.9 (39.0)                                                                                    | 1.5 (34.7)                                                                                    |
| أدنى درجة حرارة °م (°ف) | −3.2 (26.2)                                                                                   | −2.6 (27.3)                                                                                   | −1.0 (30.2)                                                                                   | 3.8 (38.8)                                                                                    | 5.3 (41.5)                                                                                    | 8.2 (46.8)                                                                                    | 10.0 (50.0)                                                                                   | 11.0 (51.8)                                                                                   | 10.0 (50.0)                                                                                   | 5.8 (42.4)                                                                                    | 0.3 (32.5)                                                                                    | −0.6 (30.9)                                                                                   | −3.2 (26.2)                                                                                   |
| الهطول مم (إنش) | 80.9 (3.19)                                                                                   | 60.5 (2.38)                                                                                   | 62.6 (2.46)                                                                                   | 42.3 (1.67)                                                                                   | 17.9 (0.70)                                                                                   | 3.6 (0.14)                                                                                    | 0.4 (0.02)                                                                                    | 0.6 (0.02)                                                                                    | 13.7 (0.54)                                                                                   | 54.9 (2.16)                                                                                   | 94.3 (3.71)                                                                                   | 90.2 (3.55)                                                                                   | 521.9 (20.55)                                                                                 |
| متوسط أيام هطول الأمطار (≥ 1.0 mm)                                                                                               | 7.6                                                                                           | 6.4                                                                                           | 6.4                                                                                           | 5.3                                                                                           | 2.7                                                                                           | 0.8                                                                                           | 0.2                                                                                           | 0.3                                                                                           | 1.9                                                                                           | 5.2                                                                                           | 7.4                                                                                           | 7.6                                                                                           | 51.8                                                                                          |
| متوسط الرطوبة النسبية (%) | 82                                                                                            | 82                                                                                            | 80                                                                                            | 78                                                                                            | 77                                                                                            | 78                                                                                            | 78                                                                                            | 79                                                                                            | 80                                                                                            | 79                                                                                            | 80                                                                                            | 83                                                                                            | 80                                                                                            |
| ساعات سطوع الشمس الشهرية | 179.9                                                                                         | 182.3                                                                                         | 232.0                                                                                         | 254.5                                                                                         | 290.5                                                                                         | 287.6                                                                                         | 314.7                                                                                         | 307.0                                                                                         | 261.1                                                                                         | 235.1                                                                                         | 190.5                                                                                         | 180.9                                                                                         | 2٬916٫1                                                                                       |
| ساعات سطوع الشمس اليومية | 5.8                                                                                           | 6.5                                                                                           | 7.5                                                                                           | 8.5                                                                                           | 9.4                                                                                           | 9.6                                                                                           | 10.2                                                                                          | 9.9                                                                                           | 8.7                                                                                           | 7.8                                                                                           | 6.4                                                                                           | 5.8                                                                                           | 8.0                                                                                           |
| المصدر #1: NOAA (sun 1961–1990)                                                                                                  |                                                                                               |                                                                                               |                                                                                               |                                                                                               |                                                                                               |                                                                                               |                                                                                               |                                                                                               |                                                                                               |                                                                                               |                                                                                               |                                                                                               |                                                                                               |
| المصدر #2: الأرصاد الجوية الألمانية (humidity 1973–1993, record highs and lows), Meteo Climat (record highs and lows) Infoclimat |                                                                                               |                                                                                               |                                                                                               |                                                                                               |                                                                                               |                                                                                               |                                                                                               |                                                                                               |                                                                                               |                                                                                               |                                                                                               |                                                                                               |                                                                                               |

### التقسيم الإداري
تُصنف مدينة الرباط من حيث التقسيم الإداري للمغرب والذي صدر سنة 2015، كعمالة، تتكون بالأساس من ست مقاطعات هي أكدال-الرياض، والتواركة، والسويسي، واليوسفية، وحسان، ويعقوب المنصور، تتكون بدورها من مجموعة من الأحياء، ولكل من هذه المقاطعات مجلس يدير شؤونها ويسهر على خدمة سكانها.

## التاريخ
- الدولة الأموية 707–750
- الدولة العباسية 750–795
- الدولة الإدريسية 789–921
- الدولة الفاطمية 921–925
- الدولة الإدريسية 925–927
- الدولة الفاطمية 927–937
- الدولة الإدريسية 937–974
- خلافة قرطبة 974–1067
- الدولة المرابطية 1067–1147
- الدولة الموحدية 1147–1269
- الدولة المرينية 1269–1465
- الدولة الوطاسية 1465–1554
- الدولة السعدية 1554–1627
- جمهورية بورقراق 1627–1668
- الدولة العلوية 1668–1912
- المحمية الفرنسية 1912–1956
- المملكة المغربية 1956–حاضر

### تاريخ قديم

#### الحقبة الفينيقية
في الألفية الأولى قبل الميلاد، أسس الفينيقيون العديد من المستعمرات التجارية على طول الساحل الأطلسي لما يعرف الآن بالمغرب، ولكن وجود مستوطنة فينيقية في المنطقة، تسمى سلا أو شلات، كان محل نقاش من قبل علماء الآثار. بحلول القرن الأول قبل الميلاد، كان السكان المحليون لا يزالون يكتبون باللغة البونية الجديدة. [بحاجة لمصدر]

#### الحقبة الرومانية

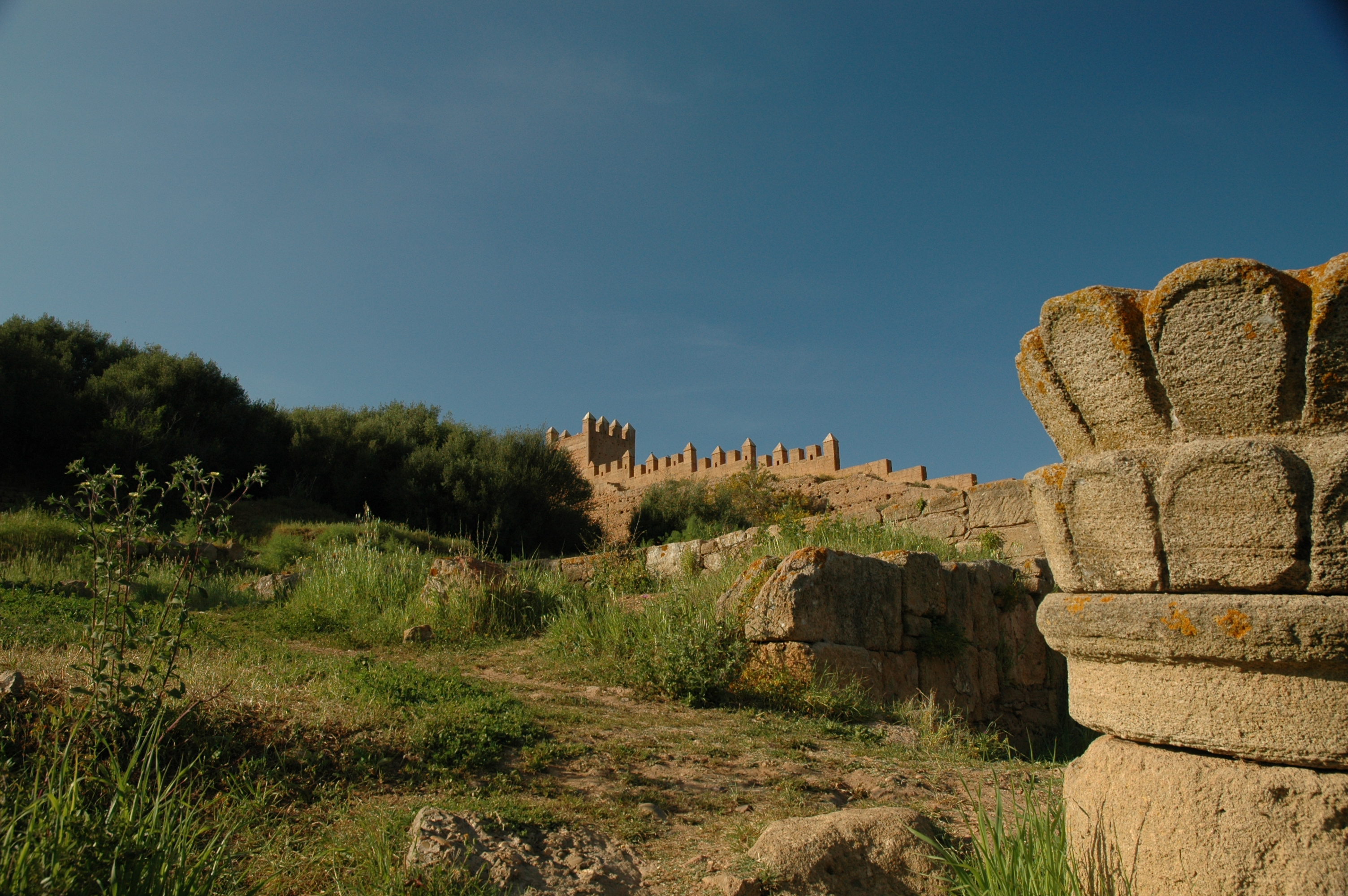
أطلال المدينة الرومانية في موقع شالة

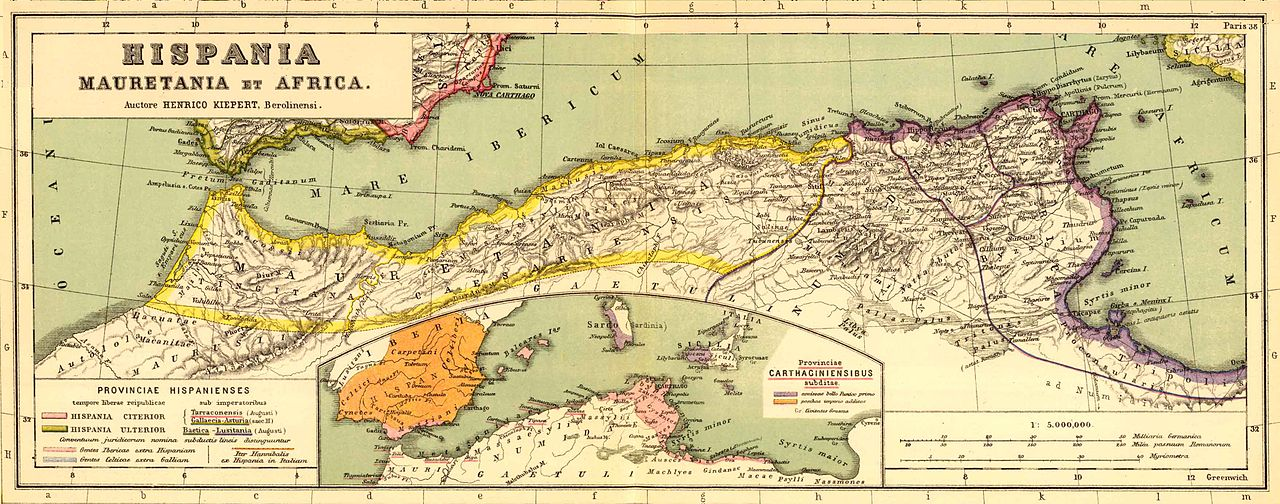
موريطانيا الطنجية

المنطقة أصبحت تحت تأثير روما. كانت تحت سيطرة المملكة الأمازيغية الموريتانية القديمة حتى ضمتها روما رسميًا في القرن الأول قبل الميلاد. في الموقع المعروف الآن باسم شالة ، جنوب المدينة المسورة اليوم ، بنى الرومان مدينة تسمى سالا كولونيا. كشفت الحفريات أن الهياكل الموريتانية القديمة كانت موجودة في الموقع قبل بناء الهياكل الرومانية عليها إلى جانب العرائش ، كانت سالا كولونيا واحدة من أهم نقطتين بحريتين رئيسيتين اللتين يسيطر عليهما الرومان على ساحل المحيط الأطلسي لمقاطعة موريتانيا الطنجية. تم استخدام ميناء سالا الذي اختفى الآن من قبل السفن الرومانية التجارية كمحطة طريق على ممراتهم الجنوبية الغربية المؤدية إلى أنفا وإينسولا بوربوراريا جزيرة موغادور. تشهد القطع الأثرية ذات الأصل القوطي الغربي والبيزنطي والتي تم العثور عليها في المنطقة على استمرار العلاقات التجارية أو السياسية بين سالا وأوروبا الرومانية ، حتى تأسيس الوجود البيزنطي في شمال إفريقيا خلال القرن السابع. ومع ذلك ، بدأ التخلي عن سالا في القرن الخامس وكانت في الغالب في حالة خراب عندما وصل العرب المسلمون في القرن السابع وأقاموا نفوذًا إسلاميًا في المنطقة. [بحاجة لمصدر]

### العصر الوسيط

#### العهد المرابطي
يرجع تاريخ مدينة الرباط عاصمة المملكة المغربية إلى فترات تاريخية مختلفة. إلا أن التأسيس الأولي للمدينة يعود إلى عهد المرابطين الذين أنشأوا رباطاً محصناً، ذلك أن هاجس الأمن كان أقوى العوامل التي كانت وراء هذا الاختيار ليكون نقطة لتجمع المجاهدين ورد الهجومات البرغواطية.[بحاجة لمصدر]

#### العهد الموحدي

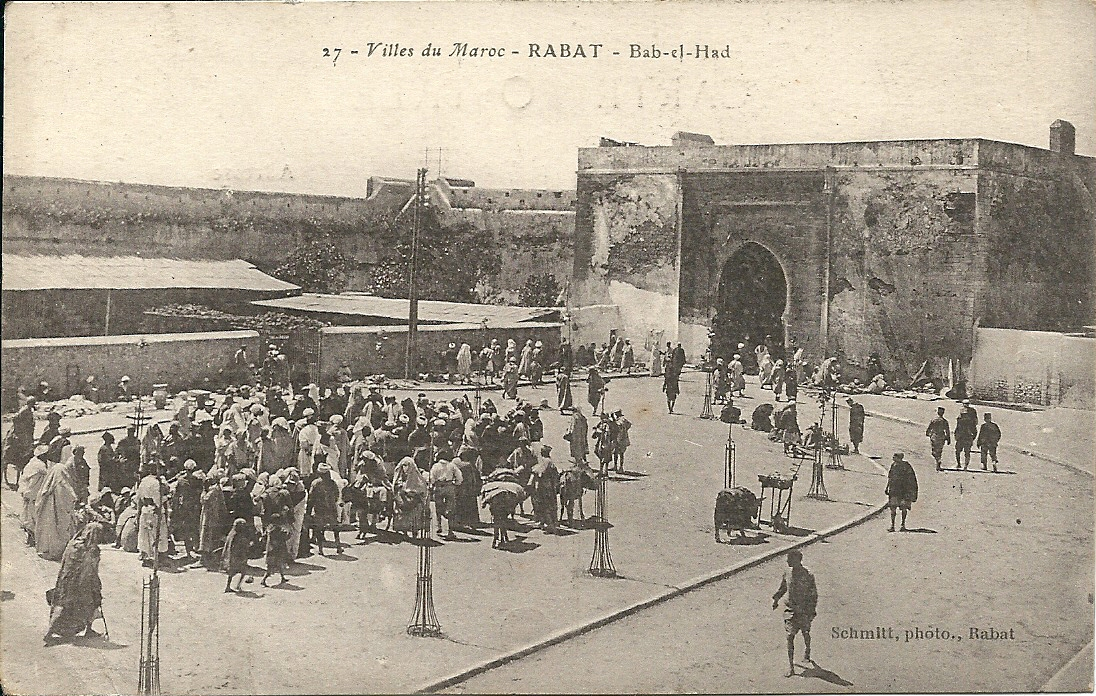
باب الأحد سنة 1919

عرفت المدينة خلال العهد الموحدي إشعاعاً تاريخياً وحضارياً، حيث تم تحويل الرباط (الحصن) في عهد عبد المؤمن الموحدي إلى قصبة محّصنة لحماية جيوشه التي كانت تنطلق في حملات جهادية صوب الأندلس. وفي عهد حفيده يعقوب المنصور، أراد أن يجعل من رباط الفتح عاصمة لدولته. فأمر بتحصينها بأسوار متينة، وشيّد بها عدة بنايات، من أشهرها مسجد حسان بصومعته الشامخة. وفي القرن الرابع عشر بدأت الرباط تعرف اضمحلالاً بسبب المحاولات المتتالية للمرينيين للاستيلاء عليها، وأنشؤو مقبرة ملكية بموقع شالة.[بحاجة لمصدر]
شيد السلطان يعقوب المنصور الموحدي سوراً عُرف بالسور الموحدي، بلغ طوله 2263م. وهو يمتد من الغرب حتى جنوب مدينة الرباط، ويبلغ عرضه 2.5 م وعلوه 10 مترا، هذا السور مدعّم بأربعة وسبعين برجاً، كما تتخلله 5 أبواب (باب العلو، باب الاحد، باب الرواح وباب زعير).
بقي موقع شالة في الرباط مهجوراً منذ القرن الخامس حتى القرن العاشر الميلادي حيث تحوّل الموقع إلى رباط يتجمع فيه المجاهدون لمواجهة قبيلة برغواطة. لكن هذه المرحلة التاريخية تبقى غامضة إلى أن اتخذ السلطان المريني أبو يوسف يعقوب سنة 1284 م من الموقع مقبرة لدفن ملوك بني مرين وأعيانهم، حيث شيد النواة الأولى لمجمعٍ ضمّ مسجداً وداراً للوضوء وقبة دفنت بها زوجته أم العز.[بحاجة لمصدر]
حظيت شالة في عهد السلطان أبي الحسن باهتمام بالغ. وبنى ابنه السلطان أبو عنان المدرسة شمال المسجد والحمام والنزالة، وزين أضرحة أجداده بقبب مزخرفة تعتبر نموذجاً حياً للفن المعماري المتميز لدولة بني مرين. تراجعت شالة مباشرة بعد قرار المرينيين بإعادة فتح مقبرة القلة بفاس، فأهملت بناياتها، وتعرضت في بداية القرن الخامس عشر الميلادي للنّهب والتدمير، وأصبحت تدريجياً مقبرة ومحجاً لساكني المنطقة، ومعلمة تاريخية.[بحاجة لمصدر]
يرجع تاريخ شالة القديم إلى عهد البربر الاقدمين سكان هذا القطر الأصلين. حيث تعاقب الملك فيهم أحيانا وأزمانا وأوليتهم في المغرب منذ أحقاب متطاولة لا يعلم مبدأها إلا الله تعالى كما قال ابن خلدون ،فتكون شالة القديمة بناء الملوك البربر. كما صرح الزياني في الترجمانة أنها من بناء الاسكندر ذي القرنين أو إفريقش الحميري الذي دخل المغرب، وأنه أول من أدخل الأمازيغ إليه، وقيل إن تاريخ شالة القديم إنما يرجع لعهد الفنيقيين القرطاجين حيث أثبت التاريخ أنها كانت من أهم مراكز التاريخ. بل كانت عاصمتهم الإستعمارية كما صرح به جوزيف كانال في قوله على مسافة اثنين كيلومتر من منارة حسان يوجد خراب هضبة شالة التي كانت عاصمة القرطاجيين بعمالة طنجة. وكما كانت عاصمتهم الإستعمارية الإدارية فقد كانت أيضا عاصمتهم التجارية توافيها سفنهم بأنواع المناجر وضروب المتاع وتصدر عنها مواد الجلد والعاج وريش النعام والأصمخ العنبرية وسواها حتى الفيلة التي كان الفنيقيون يستعملوها في حروبهم كما أشار له ابلين تاريخه. ولما دالت الدولة للرومان بالمغرب كانت شالة من أهم مستعمراتهم التي إستعمروها مثل وليلي، وطنجة... ،وكانت تنسب إليهم نظرا لما أحدثوه بداخلها من البناءات المتعددة والآثار المتنوعة. واستمرت لمدة خمسمائة عام إلى أن جاء قوم الواندال الكوطيون واستولوا على شطوط إفريقية وخربوا مدن الرومان ومستعمراتهم فكانت شالة جملة ماخربوه . كما صرح به ليون الافريقي. وهذا مما يعود إلى تاريخ شالة القديم.

#### العهد المريني

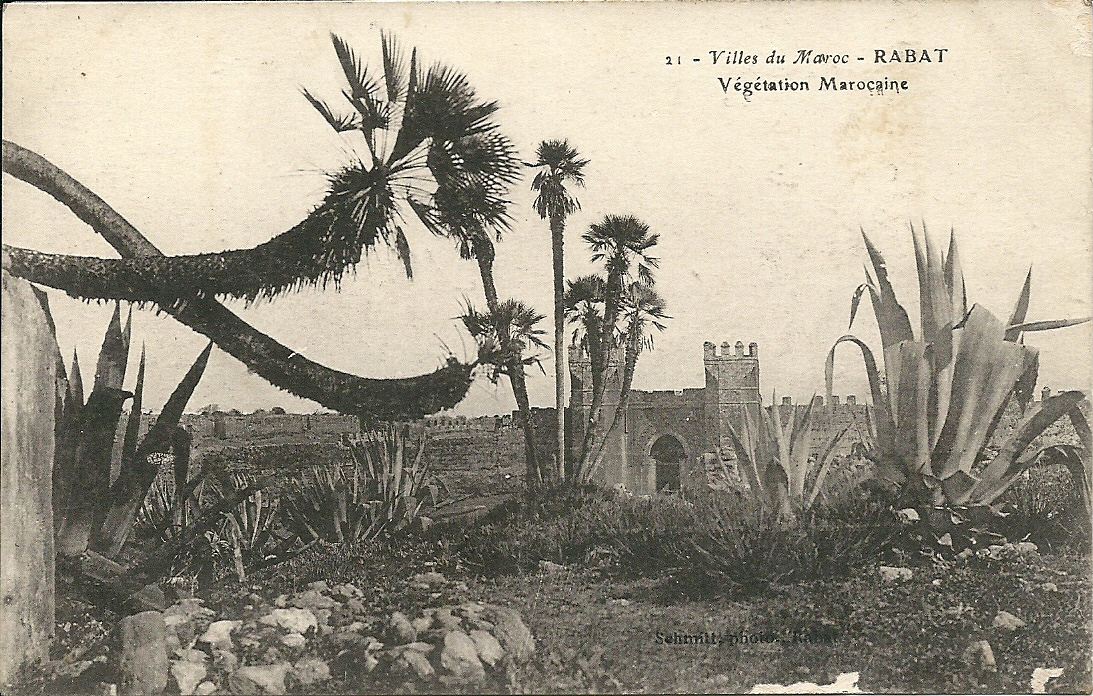
خضرة أمام الجدار المريني والمدخل لموقع شالة

في القرن الرابع عشر الميلادي (وتحديدا سنة 1339) أحيط الموقع بسور خماسي الأضلاع مدعم بعشرين برجاً مربعاً وثلاث بوابات، أكبرها وأجملها زخرفة وعمارة الباب الرئيسي للموقع المقابل للسور الموحدي لرباط الفتح. أما داخل الموقع فقد تم تشييد أربع مجموعات معمارية مستقلة ومتكاملة تجسد كلها عظمة مقبرة شالة ومكانتها على العهد المريني. ففي الزاوية الغربية للموقع ترتفع بقايا النزالة التي كانت تأوي الحجاج والزوار. وفي الجزء السفلي تنتصب بقايا المقبرة المرينية المعروفة بالخلوة، والتي تضم مسجداً ومجموعة من القبب، أهمها قبة السلطان أبي الحسن وزوجته شمس الضحى، والمدرسة التي تبقى منارتها المكسوة بزخرفة هندسية متشابكة ومتكاملة وزليجها المتقن الصنع، نموذجاً أصيلاً للعمارة المغربية في القرن الرابع عشر. وفي الجهة الجنوبية الشرقية للموقع يوجد الحمام المتميز بقببه النصف دائرية، التي تحتضن أربع قاعات متوازية: الأولى لخلع الملابس والثانية باردة والثالثة دافئة والرابعة أكثر سخونة. أما حوض النون، فيقع في الجهة الجنوبية الغربية للخلوة، وقد كان في الأصل قاعة للوضوء لمسجد أبي يوسف، وقد نسجت حوله الذاكرة الشعبية خرافات وأساطير جعلت منه مزاراً لفئة عريضة من ساكنة الرباط ونواحيها.[بحاجة لمصدر]العه

#### جمهورية أبي رقراق
في عهد السعديين عام 1609 سمح للأفواج الأخيرة من المسلمين القادمين من الأندلس بالإقامة بالمدينة، وقد شيّد المورسكيون السور الأندلسي وهو يقع على بعد 21 متراً تقريباً جنوب باب الاحد، ليمتد شرقا إلى برج سيدي مخلوف. وفي هذا العهد تم توحيد العدوتين (مدينة الرباط وسلا) تحت حكم دويلة أبي رقراق، التي أنشأها الموريسكيون. ومنذ ذلك الحين اشتهر مجاهدوا القصبة بنشاطهم البحري، وعرفوا عند الأوربيين باسم «قراصنة سلا». وقد استمروا في جهادهم ضد البواخر الأوربية إلى غاية سنة 1829.

#### عهد الإحتلال الفرنسي
و في عام 1912 أصبحت المقر الرئيس للمقيم العام الفرنسي، وبعد الاستقلال ظلت عاصمة للمغرب.[بحاجة لمصدر]

## السكان

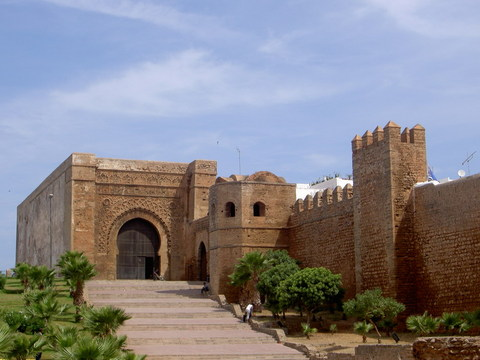
بوابة قصبة الوداية

تضم المدينة 515,619 نسمة حسب (إحصاء 2024)

#### مهاجري الأندلس
كانت الرباط مدينة مضيافة آوت الأندلسيين الذين لجؤوا إليها بعد طردهم من إسبانيا واستقروا فيها على موجات متلاحقة بين القرنين الثالث عشر والرابع عشر، وجاءت أولى هذه الموجات عام 1239م وكانت تضم مهاجرين من بلنسية وأنحاء أندلسية أخرى، وضمن الموجة الأخيرة، وصل آلاف الموريسكيين الذي طردوا بقرار من الملك فيليب الثالث في عام 1609م واستقروا في قصبة الوداية وبنوا المدينة الحالية، ولايزالون يحتفظون بفنونهم وصنائعهم الرفيعة، ولا تزال كنية بعض العائلات اليوم شاهدة على أصلها الأندلسي مثل، مُلين (العائلة الأموية الأصل) وتريدانو وبالأمينو وبيرو وفينجيرو وبركاش (أصلهم من نبلاء إسبانيا) وبالافريج وبن عمرو (العائلة الأنصارية الأصل) وغيرهم.

## المعالم السياحية والطبيعية

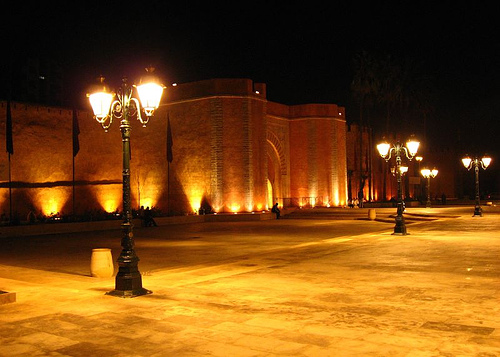
باب الحد ليلا

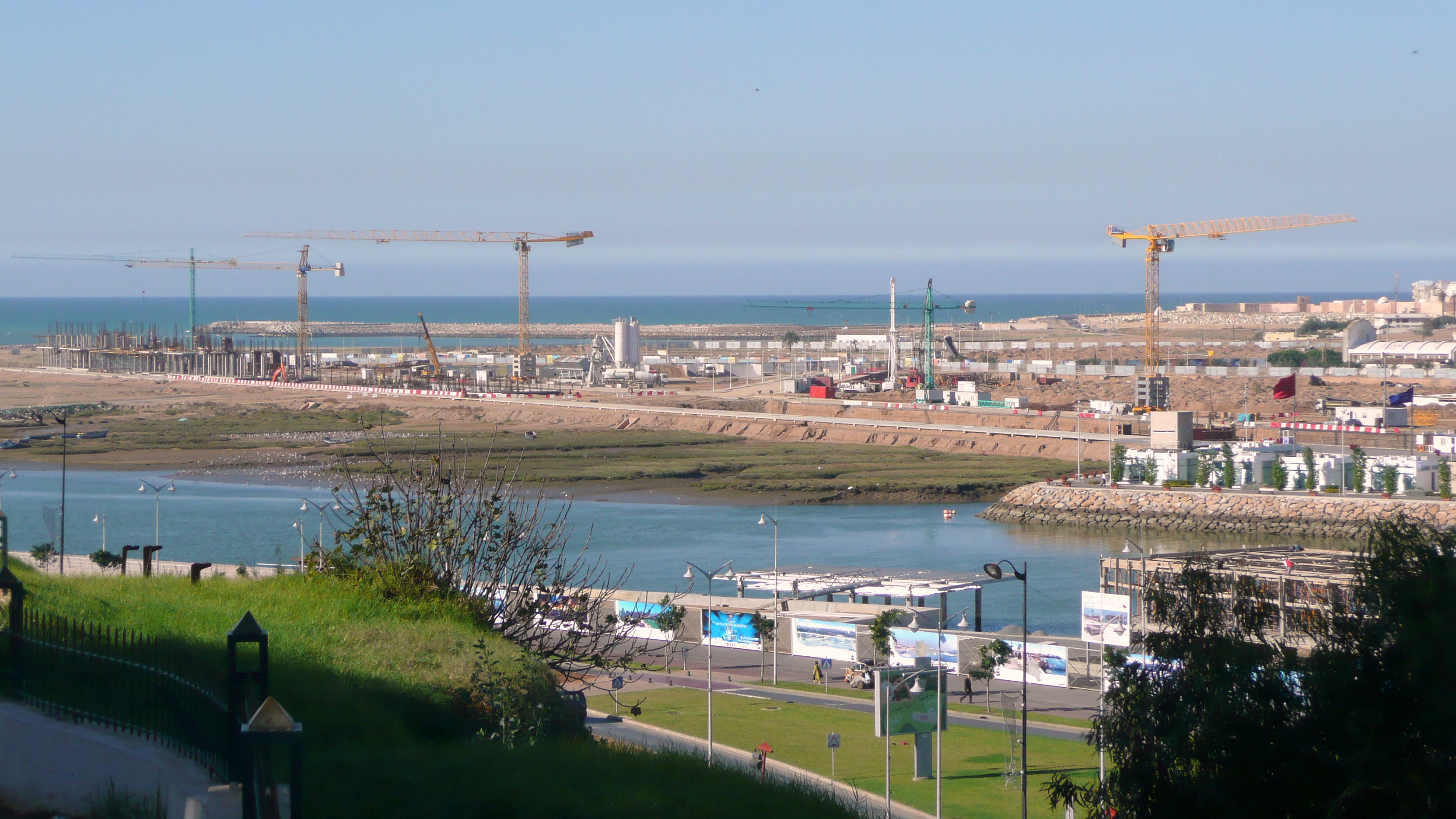
مشروع باب البحر

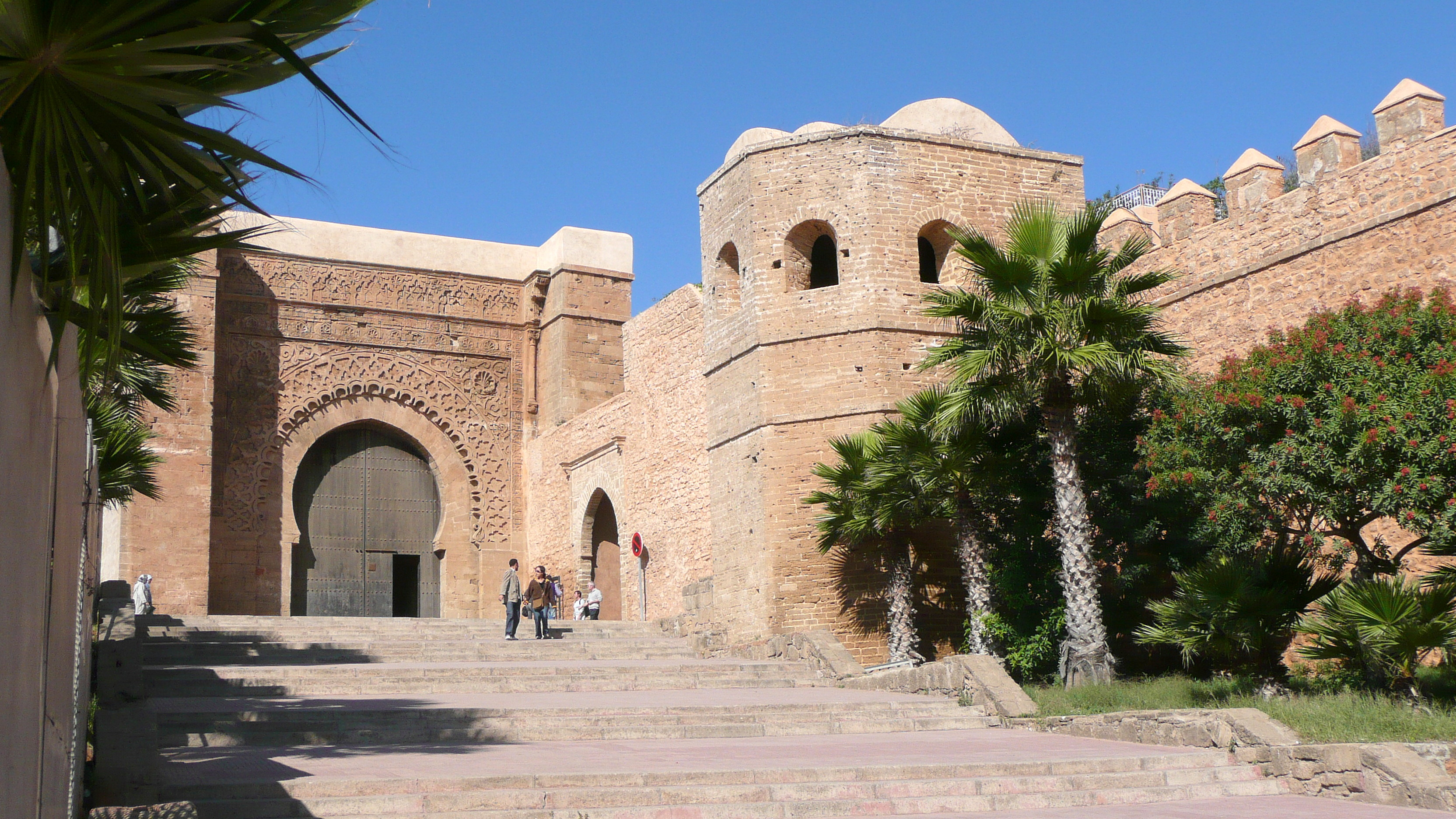
من أبواب قصبة الوداية

إن بابَيْ «الرواح» و«الأوداية» اللذان يقعان في الجانب الغربي من السور، ويتميزان بهندستهما المعمارية التاريخية وزخارفهما المشبّكة وأفاريزهما المنقوشة بعبارات كتبت بالخط الكوفي، يعتبران من الإنجازات المتميزة للفن الموحدي في أوج ازدهاره، وقد تحول البابان حاليا إلى صالات للمعارض الفنية خاصة الرسم، حيث يعرض برواقه أشهر الرسامين المغاربة والعالميين. ويتعيّن أيضا إبراز مكانة انقاض مسجد حسان الضخمة التي تمتد على مساحة هكتارين ونصف، وقد بقي المسجد دون أن يكتمل إنجازه، أما مئذنته الشهيرة فلا تزال شاهدا حيا على أكبر مشروع عمراني قام به الموحدون.
بجواره نجد ضريح الملك الراحل محمد الخامس والذي دفن به ابنه الملك الحسن الثاني. [بحاجة لمصدر]

### قصبة الأوداية
كانت قصبة الأوداية في الأصل قلعة محصنة، تم تشييدها من طرف المرابطين لمحاربة قبائل برغواطية، وازدادت أهميتها في عهد الموحدين، الذين جعلوا منها رباطاً على مصب وادي أبي رقراق لشن حملات عسكرية ضد الإسبان وأطلقوا عليها اسم المهدية. بعد الموحدين، أصبحت مهملة إلى أن استوطنها الموريسكيون الذين جاءوا من الأندلس، فأعادوا إليها الحياة بتدعيمها بأسوار محصنة وجعلها مقرا لدويلة أبي رقراق التاريخية. وفي عهد العلويين، عرفت قصبة الأوداية عدة تغييرات وإصلاحات ما بين سنة 1757 و1789، وكذلك ما بين سنة 1790 و1792. وقد عرف هذا الموقع تاريخاً متنوعاً ومتميزاً، يتجلى خصوصاً في المباني التي تتكون منها قصبة الأوداية. فسورها الموحدي وبابها الأثري (الباب الكبير) يعتبران من رموز الفن المعماري الموحدي، بالإضافة إلى مسجدها المعروف بالجامع العتيق.
أما المنشآت العلوية فتتجلى في الأسوار الرشيدية، والقصر الأميري الذي يقع غرباً وكذلك منشأتها العسكرية كبرج صقالة.[بحاجة لمصدر]

### شالة

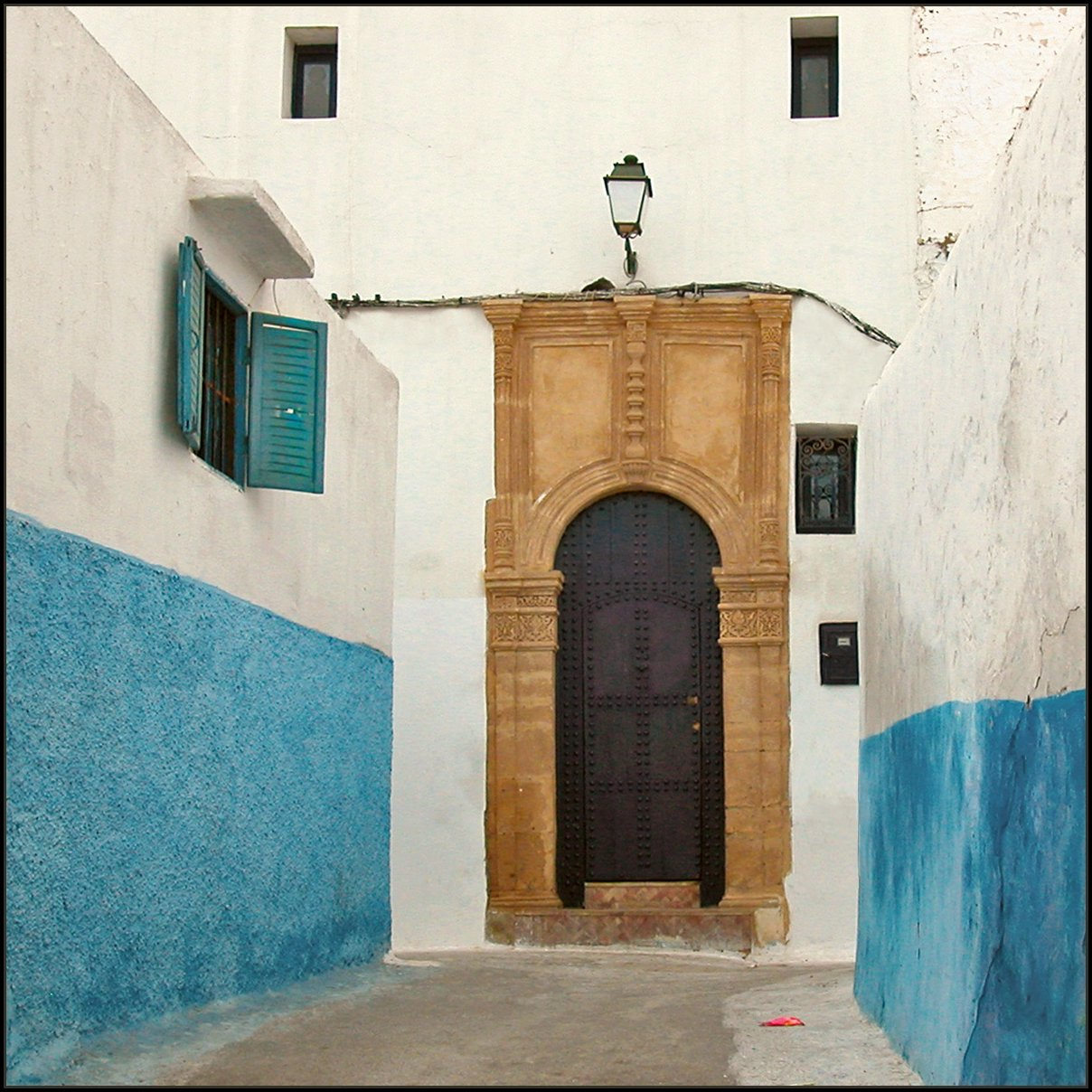
باب في قصبة الوداية

بقيت شالة مهجورة منذ القرن الخامس حتى القرن العاشر الميلادي حيث تحول الموقع إلى رباط يتجمع فيه المجاهدون لمواجهة قبيلة برغواطة لكن هذه المرحلة التاريخية تبقى غامضة إلى أن اتخذ السلطان المريني أبو يوسف يعقوب سنة 1284م من الموقع مقبرة لدفن ملوك وأعيان بني مرين حيث شيد النواة الأولى لمجمع ضم مسجدا ودارا للوضوء وقبة دفنت بها زوجته أم العز. حضيت شالة على عهد السلطان أبي الحسن باهتمام بالغ. أما ابنه السلطان أبو عنان فقد أتم المشروع، فبنى المدرسة شمال المسجد والحمام والنزالة وزين أضرحة أجداده بقبب مزخرفة تعتبر نموذجا حيا للفن المعماري المتميز لدولة بني مرين.

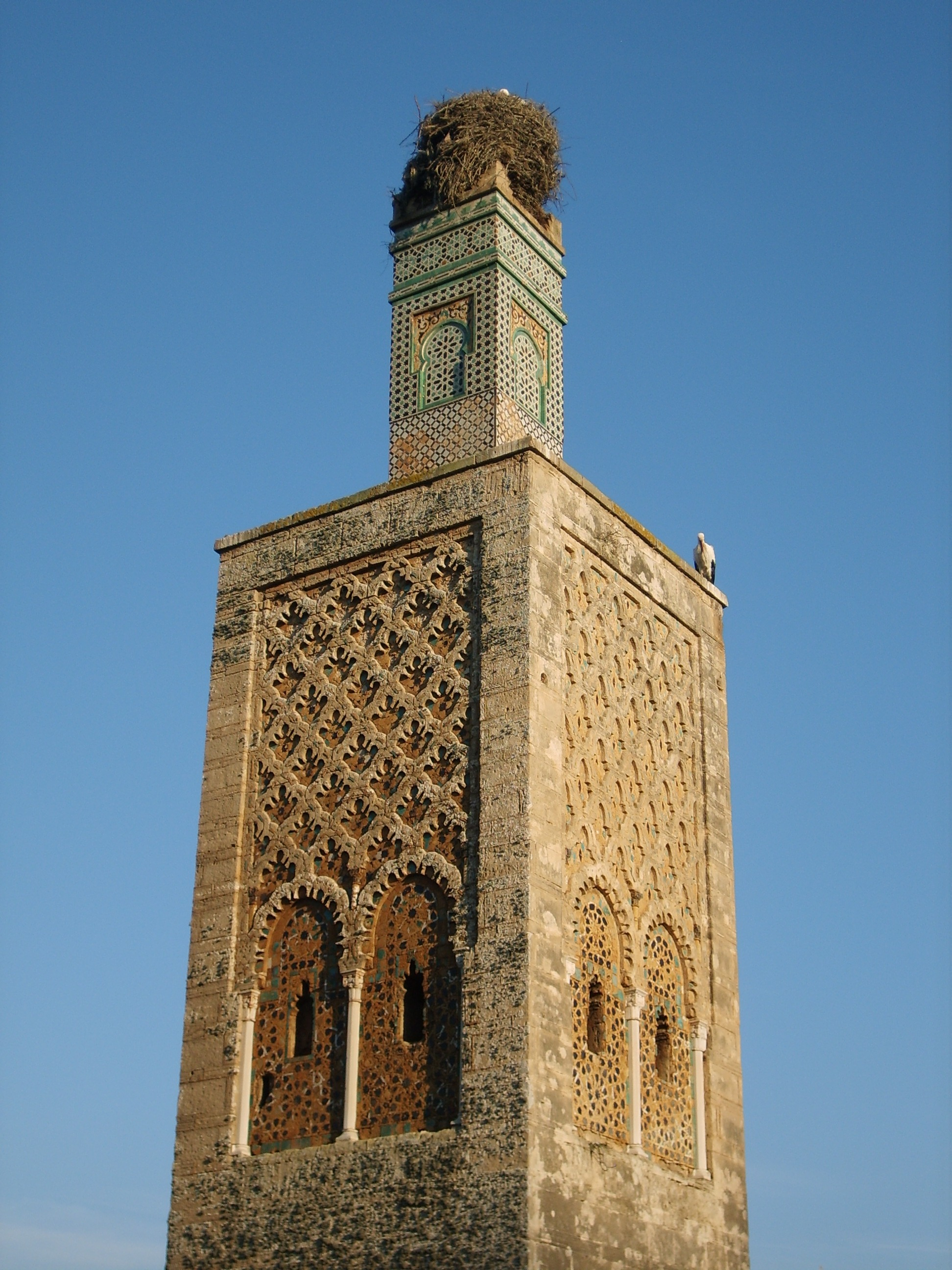
أطلال مئذنة في موقع شالة

تراجعت شالة مباشرة بعد قرار المرينيين بإعادة فتح مقبرة القلة بفاس، فأهملت بناياتها، بل وتعرضت في بداية القرن الخامس عشر الميلادي للنهب والتدمير لتحتفظ بقدسيتها العريقة وتعيش بفضل ذكريات تاريخها القديم على هامش مدينة رباط الفتح، وتصبح تدريجيا مقبرة ومحجا لساكنة المنطقة، بل معلمة تاريخية متميزة تجتذب الأنظار. في القرن الرابع عشر الميلادي (1339) أحيط الموقع بسور خماسي الأضلاع مدعم بعشرين برجا مربعا وثلاث بوابات أكبرها وأجملها زخرفة وعمارة الباب الرئيسي للموقع المقابل للسور الموحدي لرباط الفتح. أما داخل الموقع فقد تم تشييد أربع مجموعات معمارية مستقلة ومتكاملة تجسد كلها عظمة ومكانة مقبرة شالة على العهد المريني. ففي الزاوية الغربية للموقع ترتفع بقايا النزالة التي كانت تأوي الحجاج والزوار وفي الجزء السفلي تنتصب بقايا المقبرة المرينية المعروفة بالخلوة، والتي تضم مسجدا ومجموعة من القبب أهمها قبة السلطان أبي الحسن وزوجته شمس الضحى، والمدرسة التي تبقى منارتها المكسوة بزخرفة هندسية متشابكة ومتكاملة وزليجها المتقن الصنع نموذجا أصيلا وأصليا للعمارة المغربية في القرن الرابع العاشر.
في الجهة الجنوبية الشرقية للموقع يوجد الحمام المتميز بقبته النصف دائرية، التي تحتضن أربع قاعات متوازية:
- الأولى لخلع الملابس
- الثانية باردة
- الثالثة دافئة
- الرابعة أكثر سخونة.

أما حوض النون، فيقع في الجهة الجنوبية الغربية للخلوة وقد كان في الأصل قاعة للوضوء لمسجد أبي يوسف، وقد نسجت حوله الذاكرة الشعبية خرافات وأساطير جعلت منه مزارا لفئة عريضة من ساكنة الرباط ونواحيها. [بحاجة لمصدر]

### السور الموحدي
شيد هذا السور من طرف السلطان يعقوب المنصور الموحدي، حيث يبلغ طوله 2263م، وهو يمتد من الغرب حتى جنوب مدينة الرباط، ويبلغ عرضه 2.5م وعلوه 10 أمتار وهذا السور مدعم ب 74 برجا، كما تتخلله 5 أبواب ضخمة.[بحاجة لمصدر]

### صومعة حسان

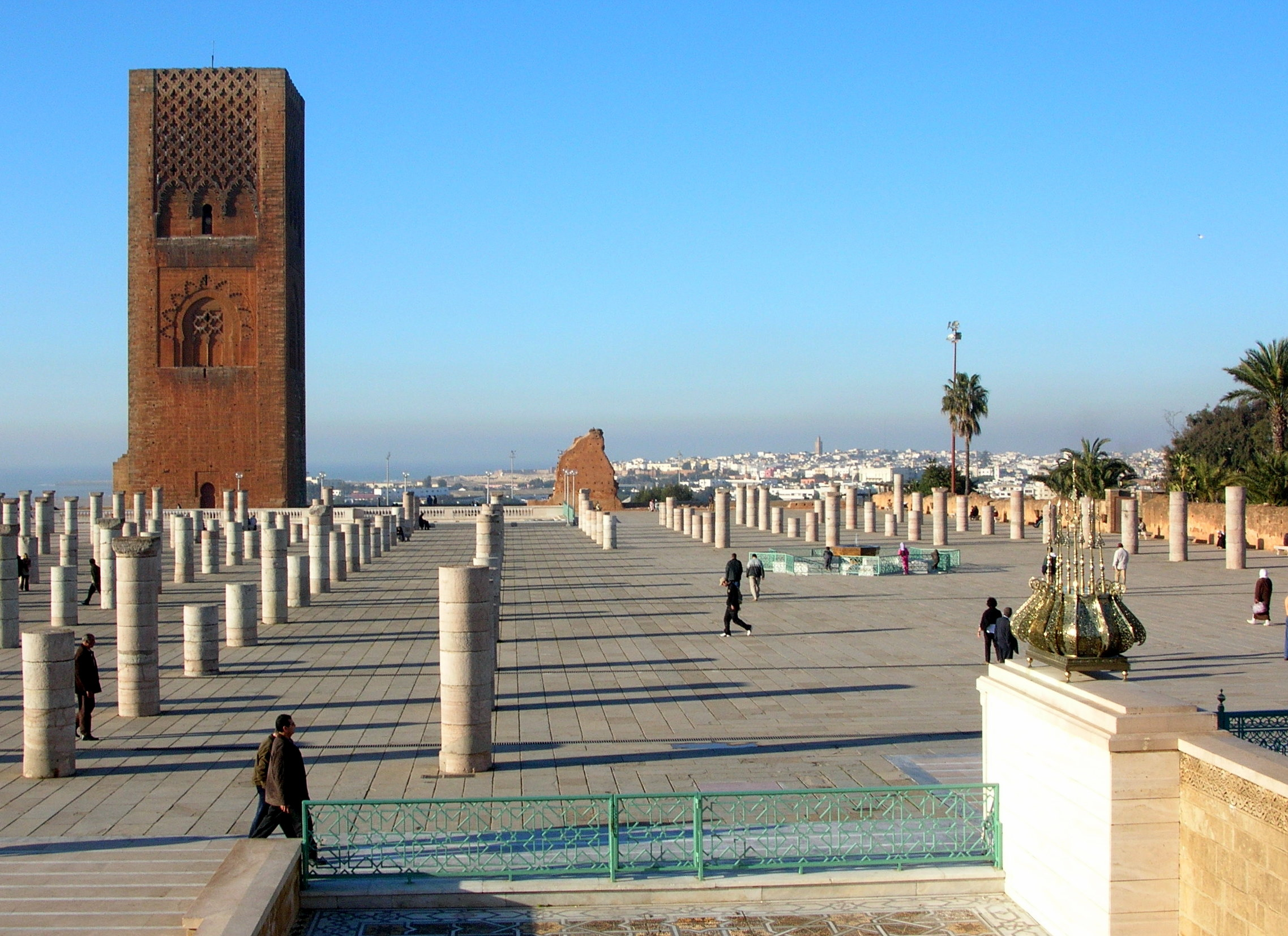
جامع حسان وصومعة حسان، من أبرز معالم الرباط

يعد واحدا من بين المباني التاريخية المتميزة بمدينة الرباط التي تقع عليها عين الزائر، شيد من طرف السلطان يعقوب المنصور الموحدي، كان يعتبر من أكبر المساجد في عهده. لكن هذا المشروع الطموح توقف بعد وفاته سنة 1199م، كما تعرض للاندثار بسبب الزلزال الذي ضربه سنة 1755م.
وتشهد آثاره على مدى ضخامة البناية الأصلية للمسجد، حيث يصل طوله إلى 180 مترا وعرضه 140 مترا، كما تشهد الصومعة التي تعد إحدى الشقيقات الثلاث لصومعة الكتبية بمراكش، والخيرالدا بإشبيلية على وجود المسجد وضخامته. هي مربعة الشكل تقف شامخة حيث يصل علوها 44 مترا، ولها مطلع داخلي ملتو، يؤدي إلى أعلى الصومعة ويمر على ست غرف تشكل طبقات. وقد زينت واجهاتها الأربع بزخارف ونقوش مختلفة على الحجر المنحوت وذلك على النمط الأندلسي المغربي من القرن الثاني عشر.[بحاجة لمصدر]

### ضريح محمد الخامس
يعد ضريح محمد الخامس من أهم المعالم الاثرية والسياحية في الرباط.[بحاجة لمصدر]

### دار السلطان
تقع مغارة دار السلطان جنوب الرباط على الساحل المحيط الأطلسي. بيّنت طبقات الموقع وجود مستويات ترجع إلى الفترات التالية: العصر الحجري الأعلى ثم الفترة العاتيرية. هذه المغارة تكتسي أهمية كبيرة حيث تم العثور بها سنة 1975 على بقايا جمجمة إنسان يرجع إلى الفترة العاتيرية. هذه البقايا هي لإنسان عاقل مع وجود بعض الخصائص البدائية بالجمجمة.[بحاجة لمصدر]

### الروازي الصخيرات
يقع هذا الموقع على بعد 30 كلم من الرباط وهو عبارة عن مقبرة تم اكتشافها سنة 1980. أسفرت حفريات الاتقاد التي تم القيام بها سنة 1982 على نتائج مهمة تخص العصر الحجري الحديث حيث تم اكتشاف بقايا الإنسان ومجموعة من اللقى الأثرية البالغة الأهمية: أواني خزفية، أواني من العاج وحلي من العاج....الفترة التاريخية التي تنتمي إليها هذه المقبرة هي العصر الحجري الحديث بمراحله الوسطى والحديثة والتي تؤرخ بحوالي 3800ق م.[بحاجة لمصدر]

## ثقافة وفنون

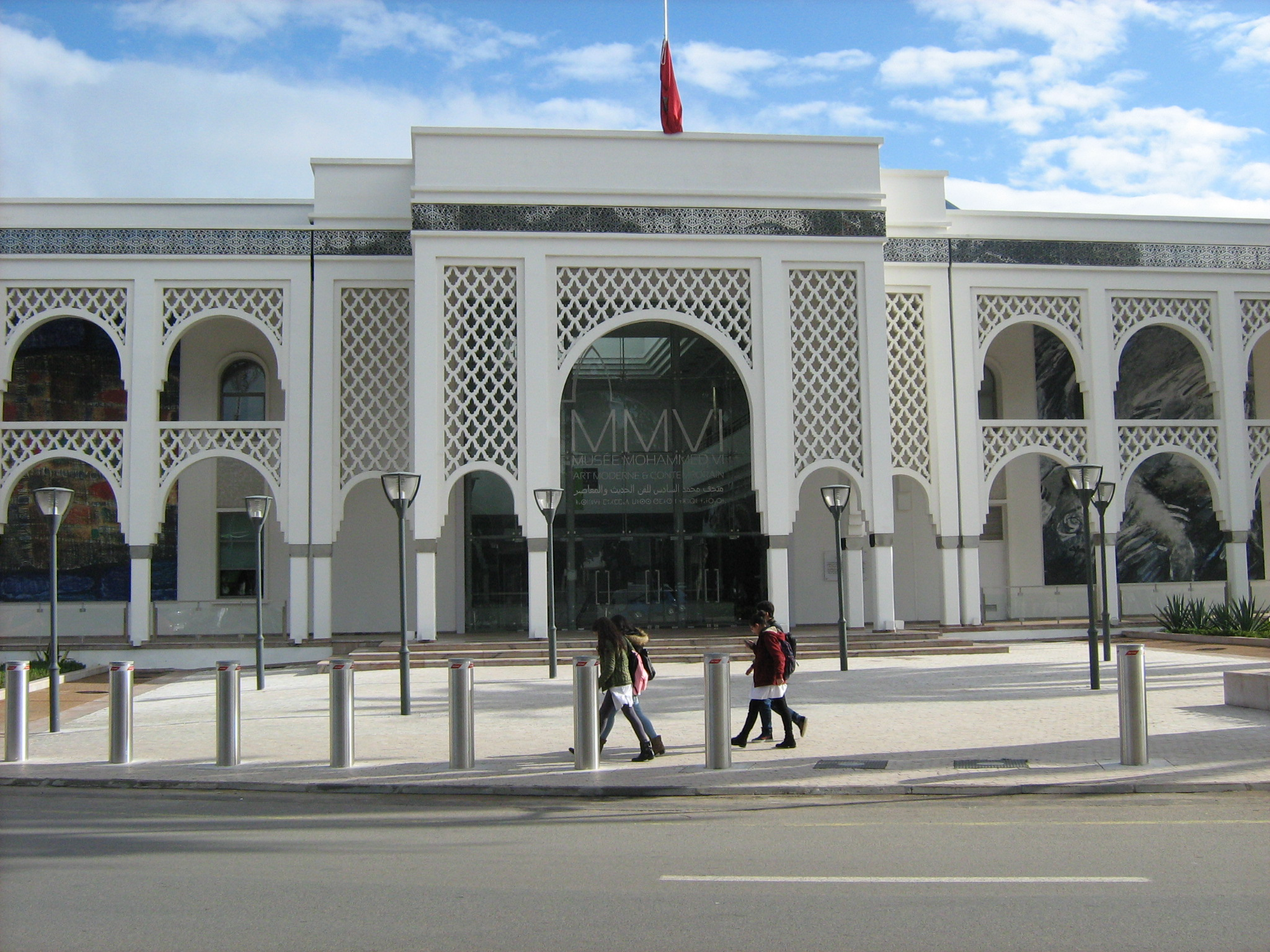
متحف محمد السادس للفن الحديث والمعاصر بالرباط

تعتبر الرباط عاصمة ثقافية، وهي أيضا مدينة المتاحف، وأهمها متحف محمد السادس للفن الحديث والمعاصر، ومتحف لوداية المقام في مبنى يعود للقرن السابع وتم ترميمه حاليا، يعرض قطعا فنية مختلفة من الخزف والحلي والمجوهرات والملابس التقليدية والمطرزات والسجاد والاسطرلابات وبعض المخطوطات من عصر الموحدين، أما على شاطئ النهر فيقع متحف الفنون الشعبية مقابل مجمع الصناعات التقليدية، حيث يمكن تأمل الحرفيين أثناء عملهم، ويقع متحف التاريخ والحضارات في المدينة الحديثة، ويقدم للزائر نماذج من القطع التي تعود إلى عصر ما قبل التأريخ، وأخرى إلى العصر الإسلامي الوسيط.

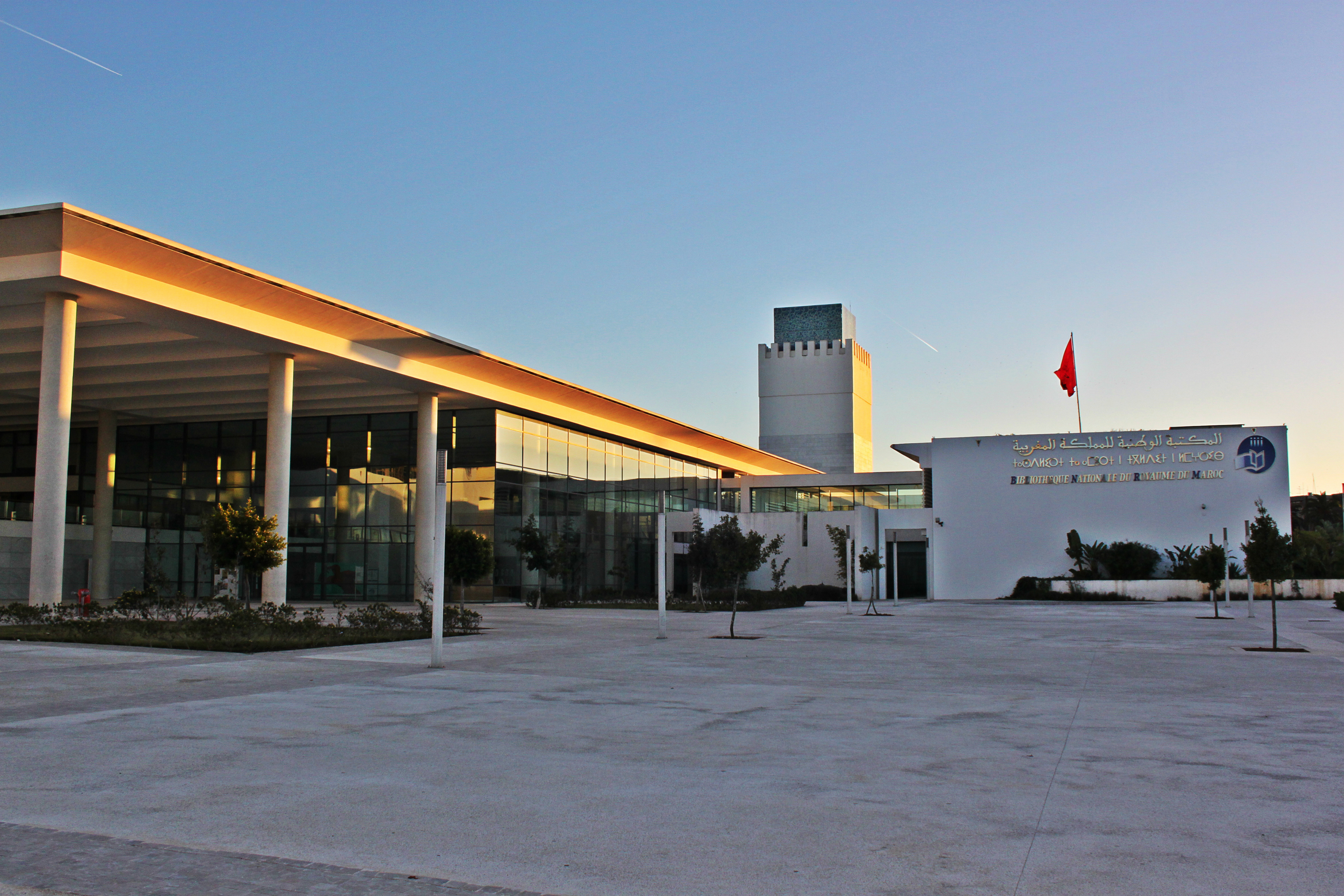
المكتبة الوطنية للمملكة المغربية

المسرح الكبير للرباط

الرباط هي أيضًا حاضنة لأهم المسارح وأكبرها في المملكة، حيث تضم المدينة المسرح الكبير للرباط والذي يعد أكبر مسرح في إفريقيا، إذ يمتد على مساحة 7 هكتارات و يتسع لـ 7000 مقعد، ويحتوي على قاعة للعروض تتسع لـ 1900 مقعد، إلى جانب جميع المرافق الضرورية. كما يتواجد بالمدينة مسرح محمد الخامس، وكذا عدة قاعات رسمية للمعارض التشكيلية، منها دار الفنون وقاعة باب الرواح. وفي القطاع المستقل، تعد الشقة 22 من أبرز الفضاءات الفنية وتقدم فنانين مغاربة وعالميين. [بحاجة لمصدر]

### المعرض الدولي للنشر والكتاب

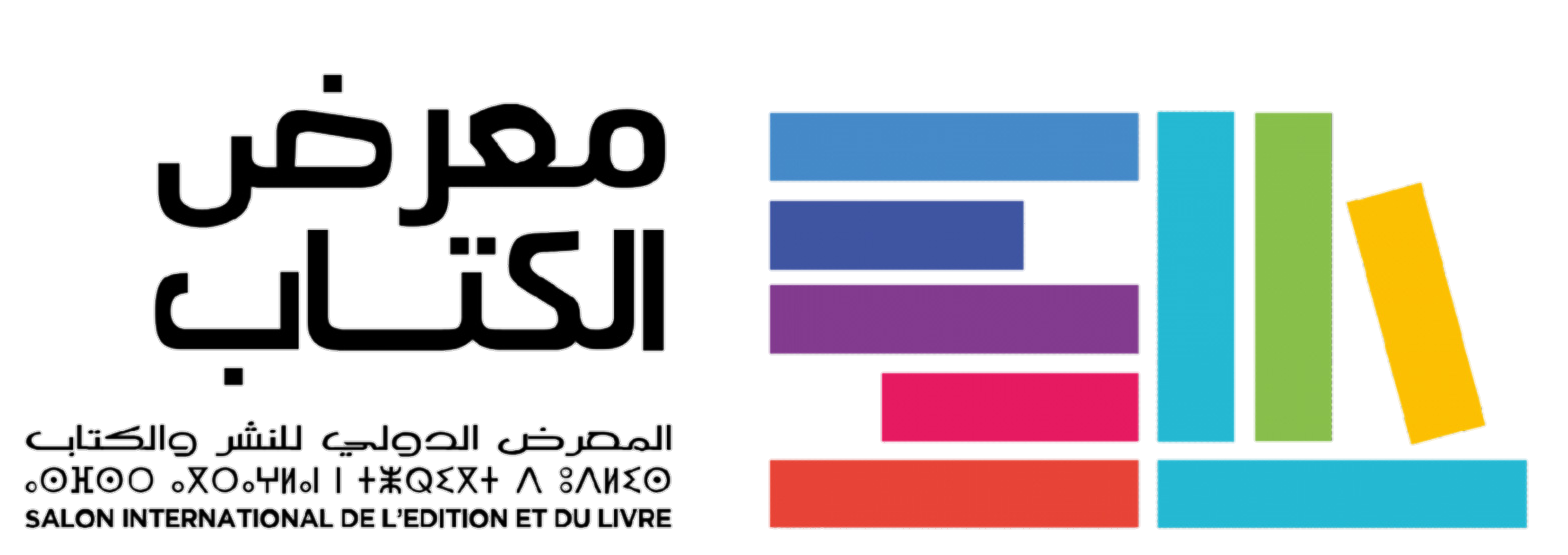
شعار المعرض الدولي للنشر والكتاب

تستضيف الرباط المعرض الدولي للنشر والكتاب الذي ينعقد سنويا في فضاء OLM بحي السويسي. يعتبر هذا المعرض من أكبر التظاهرات الثقافية التي تشهدها المملكة المغربية، ويقام في شهر مايو من كل عام لمدة عشرة أيام، تحت رعاية الملك محمد السادس، وبإشراف وزارة الثقافة والشباب والتواصل.
يشارك في المعرض كل عام سواء بالحضور المباشر أو عبر التوكيلات عدد كبير من دور النشر المتخصصة في مختلف المجالات المعرفة العلمية والاجتماعية والسياسة والتربوية التعليمية والاقتصادية، والتي يبلغ عددها مايقارب (700) دار نشر أجنبية وعربية من (44) دولة، إضافة إلى المؤسسات الثقافية ومراكز البحوث والجمعيات والجامعات المختلفة، كما يتم تقديم الجائزة الوطنية للقراءة خلال هذا المعرض.

### مهرجان موازين

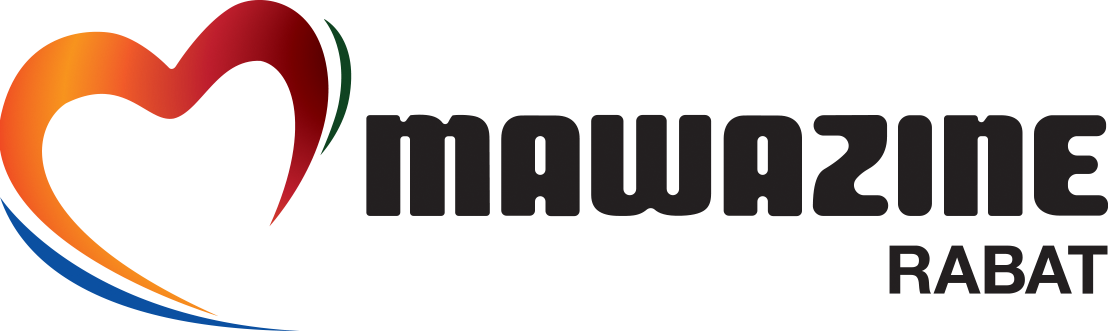
شعار مهرجان موازين

تستضيف الرباط أيضًا مهرجان موازين وهو مهرجان موسيقي عالمي سنوي تأسس سنة 2001، يُنظم ما بين شهري مايو ويونيو من كل سنة تحت رعاية الملك محمد السادس والذي يُنظم من طرف شركة مغرب الثقافات، ويشارك فيه العديد من الفنانين الموسيقيين العالميين والمحليين.
في سنة 2013 حقق المهرجان رقمًا قياسيًا عالميا حيث حضر المهرجان أزيد من مليونين و400 ألف متفرج و30 مليون مشاهدة على القنوات العالمية في مختلف أنحاء العالم صنفته شبكة إم تي في الأمريكية العالمية عبر موقعها الإلكتروني كثاني أكبر وأضخم مهرجان في العالم.
في سنة 2016، حقق المهرجان أزيد من مليوني متفرج. و800 ألف وحقق 500 مليون مشاهدة في القنوات العالمية التي نقلته مباشرة في فرنسا وأوروبا وأمريكا وأفريقيا والعالم العربي.

## الاقتصاد
الرباط هي العاصمة والمركز الحضري الأهم في جهة الرباط سلا القنيطرة والتي تُعتبر ثالث أكبر جهة من الناحية الاقتصادية في المغرب، وفي السنوات الأخيرة بدأت تصبح مركزًا لرجال الأعمال، ولهذا أطلقت المدينة مشاريع طموحة لجذب المستثمرين. [بحاجة لمصدر]
تتميز المدينة باقتصاد متنوع يعتمد على مزيج من الصناعات المتطورة، التجارة المزدهرة، والخدمات البنكية المتقدمة. تحتضن المدينة صناعات حيوية مثل الصناعات الدوائية وصناعة السيارات التي تجذب الاستثمارات الكبرى. على صعيد التجارة، تشكل الأنشطة التجارية جزءًا هامًا من الاقتصاد المحلي، مع تواجد الأسواق التقليدية إلى جانب المراكز التجارية الحديثة. في القطاع المالي، تلعب البنوك الكبرى دورًا رئيسيًا، من حيث مساهمتها في تمويل المشاريع الصغيرة والمتوسطة، وكذا توفير مناخ مالي مستقر لجذب الاستثمارات. إضافة إلى ذلك، تعتمد المدينة على تجهيزات عصرية تشمل مناطق صناعية ومنصات لوجستية، مستفيدة من قربها من ميناء القنيطرة لتعزيز صادراتها وتطوير علاقاتها التجارية.

## البنية التحتية

### التعليم

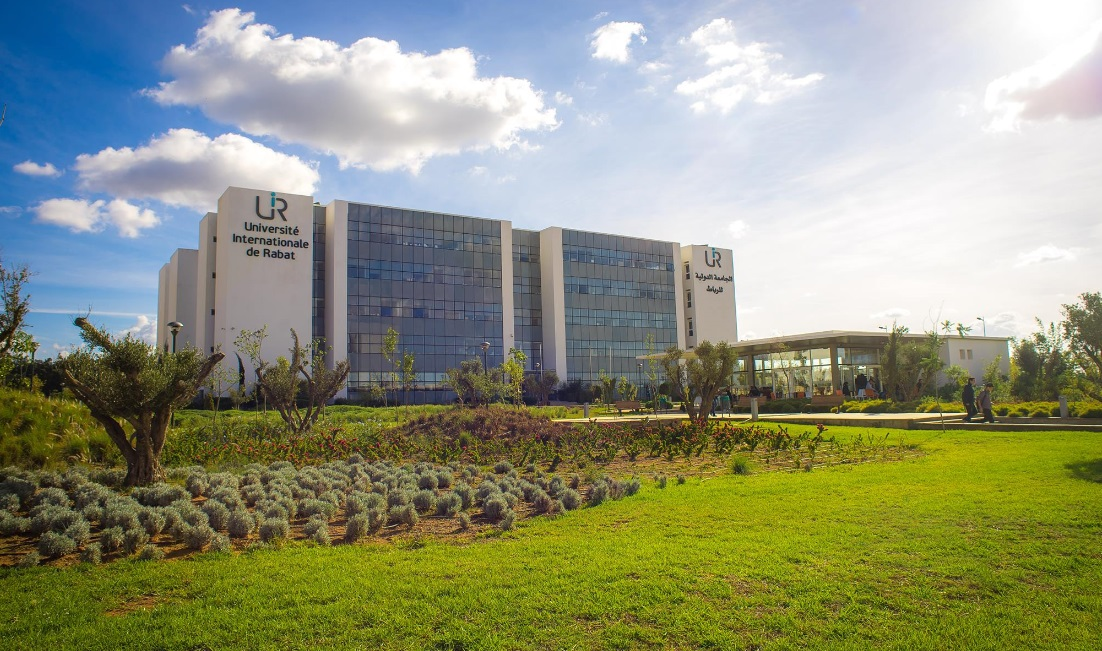
الجامعة الدولية للرباط

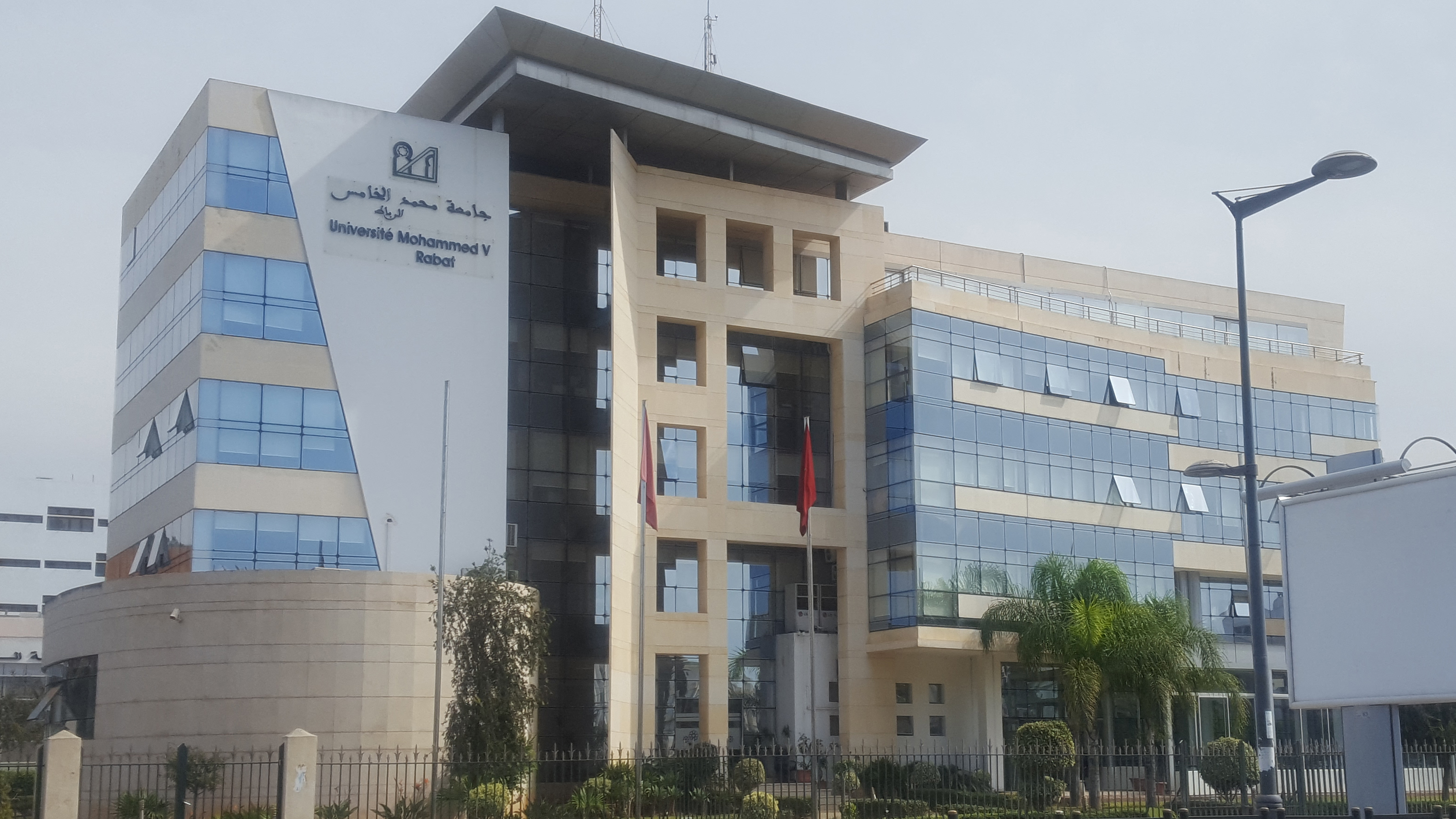
جامعة محمد الخامس

تضم الرباط أفضل الجامعات والمدارس والمعاهد ليس في المغرب فقط بل في الوطن العربي كله والتي درست وأخرجت أهم الشخصيات السياسية والاقتصادية التي أثرت في تاريخ المغرب.
من الأهم الجامعات الموجودة في الرباط نجد جامعة محمد الخامس والتي تعد من أقدم الجامعات الحديثة بالمغرب، كما نجد أيضا الجامعة الدولية للرباط.
يوجد بجانب هذه الجامعات مدارس في تخصصات محددة مثل الطب والفن والهندسة على رأسهم جامعة الزهراوي الدولية لعلوم الصحة، والمدرسة الوطنية للهندسة المعمارية، والمعهد العالي للفن المسرحي والتنشيط الثقافي. [بحاجة لمصدر]

### الصحة

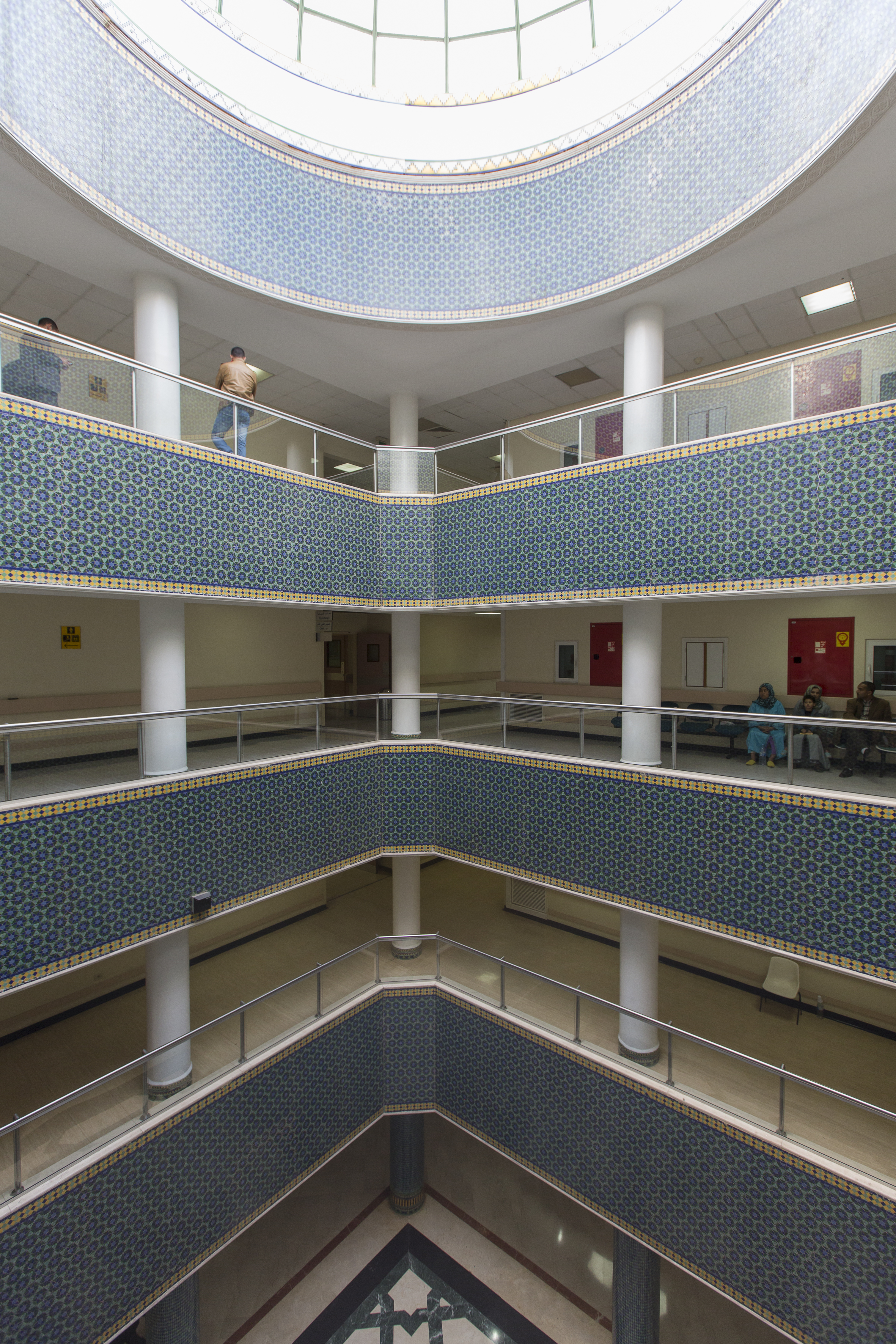
المستشفى الجامعي الدولي الشيخ خليفة

مدينة الرباط هي موقع لأهم وأكبر المستشفيات في المغرب لعل أبرزها المركز الاستشفائي الجامعي ابن سينا الذي يعتبر ثاني أكبر مركز استشفائي جامعي في المغرب بعد المستشفى الجامعي بطنجة، ونجد أيضا المستشفى العسكري الدراسي والمستشفى الجامعي الدولي الشيخ خليفة. بالإضافة إلى هذه المستشفيات نجد مصحات خاصة مثل مركز النخيل للأورام ومصحة أكدال ومصحة العاصمة. [بحاجة لمصدر]

### الرياضة

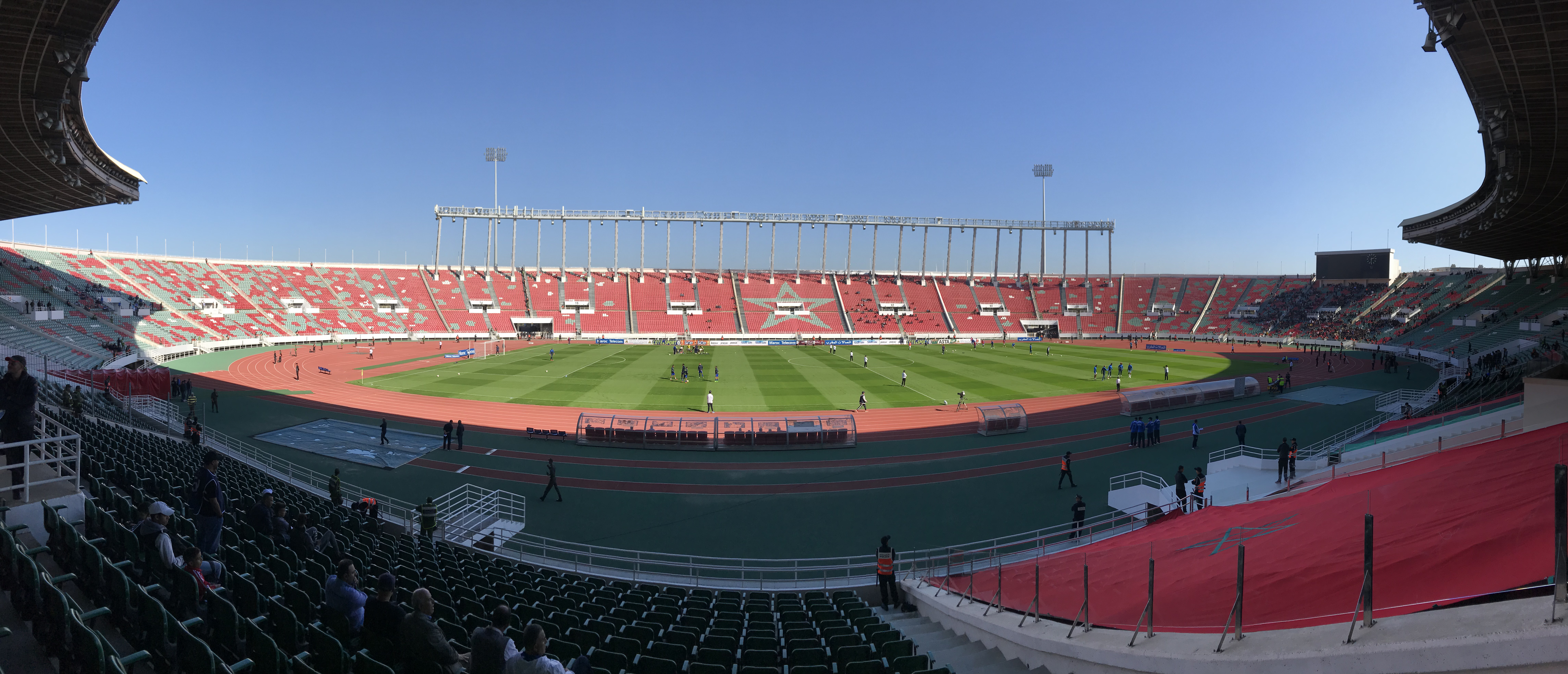
المجمع الرياضي الأمير مولاي عبد الله

المجمع الرياضي الأمير مولاي عبد الله هو مجمع رياضي افتتح رسميا في عام 1983، وهو يقع في الجنوب الغربي للعاصمة الرباط وعلى مقربة من الطريق السريع، وهو مجمع متعدد الاختصاصات يتسع لأكثر من 53 ألف متفرج وهو ينتمي إلى الجماعة الحضارية للعاصمة الرباط ويعتبر أيضا معقلا لنادي الجيش الملكي وكذلك المنتخب المغربي لكرة القدم، وقد إحتضن الملعب عدة مباريات محلية ودولية وكذلك نهائيات كأس العرش إلى جانب احتضانه لملتقيات دولية كملتقى محمد السادس الدولي لألعاب القوى. [بحاجة لمصدر]

### النقل والمواصلات

#### القطارات

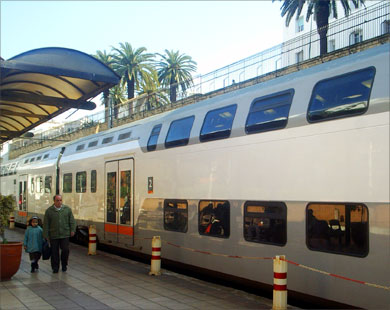
محطة الرباط المدينة

تخدم مدينة الرباط محطتان رئيسيتان للسكك الحديدية يديرهما المكتب الوطني للسكك الحديدية. محطة الرباط المدينة ومحطة الرباط أكدال هما المحطتان الرئيسيتان اللتان تربطان الرباط بباقي المدن، حيث تنطلق القطارات جنوباً إلى الدار البيضاء ومراكش والجديدة، شمالاً إلى طنجة، أو شرقاً إلى مكناس وفاس وتازة ووجدة. يوفر المكتب الوطني للسكك الحديدية خدمة كاملة عبر قطارته ويمكنك الحصول على مواصلات إلى مراكش وهي رحلة تمتد لـ 4 ساعات، فاس 2 ساعة (إذا كنت تأخذ أحد القطارات السريعة الجديدة، و 3 ساعات في القطارات الأخرى) والدار البيضاء ساعة واحدة. [بحاجة لمصدر]

#### ترامواي الرباط

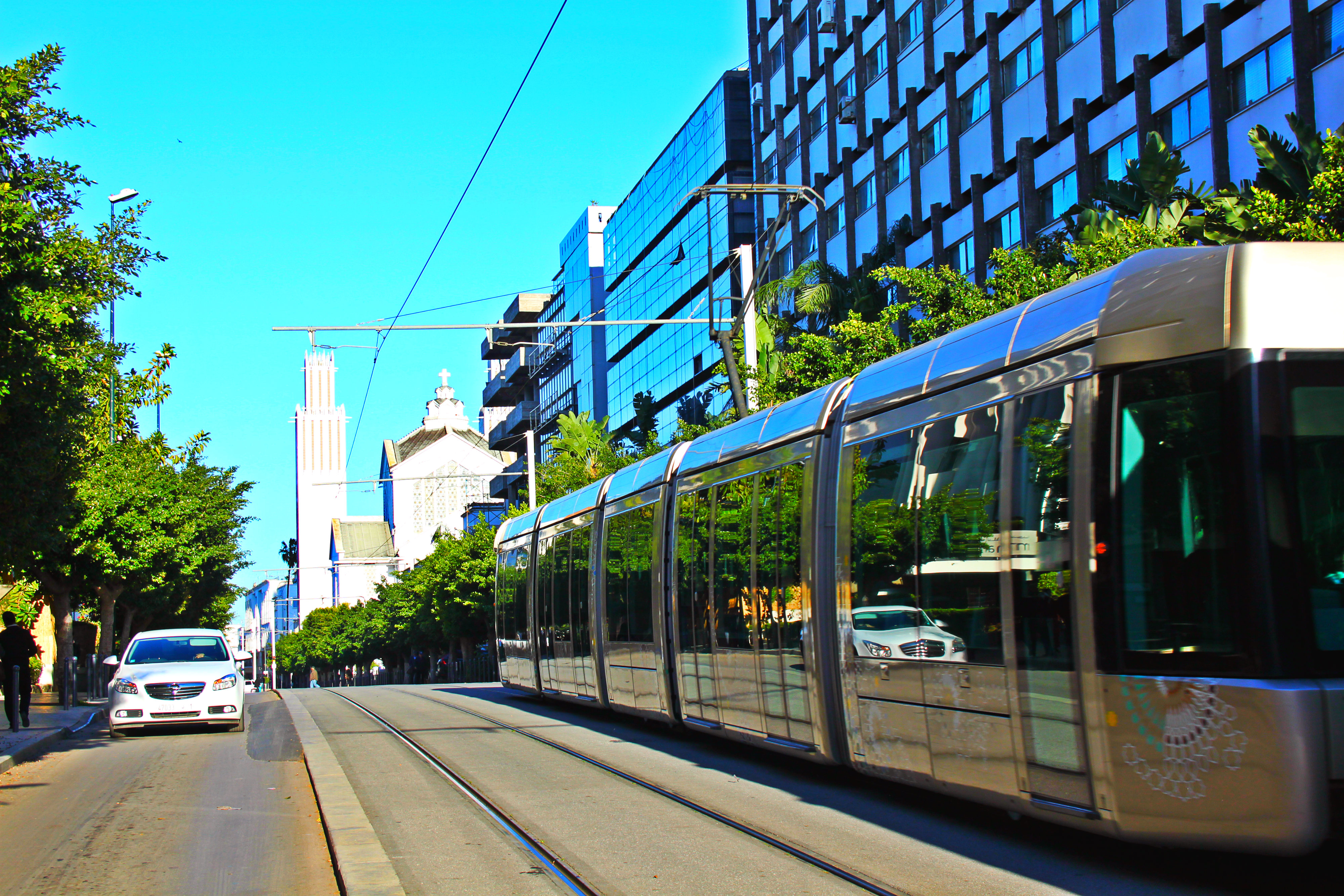
طرامواي الرباط وسلا

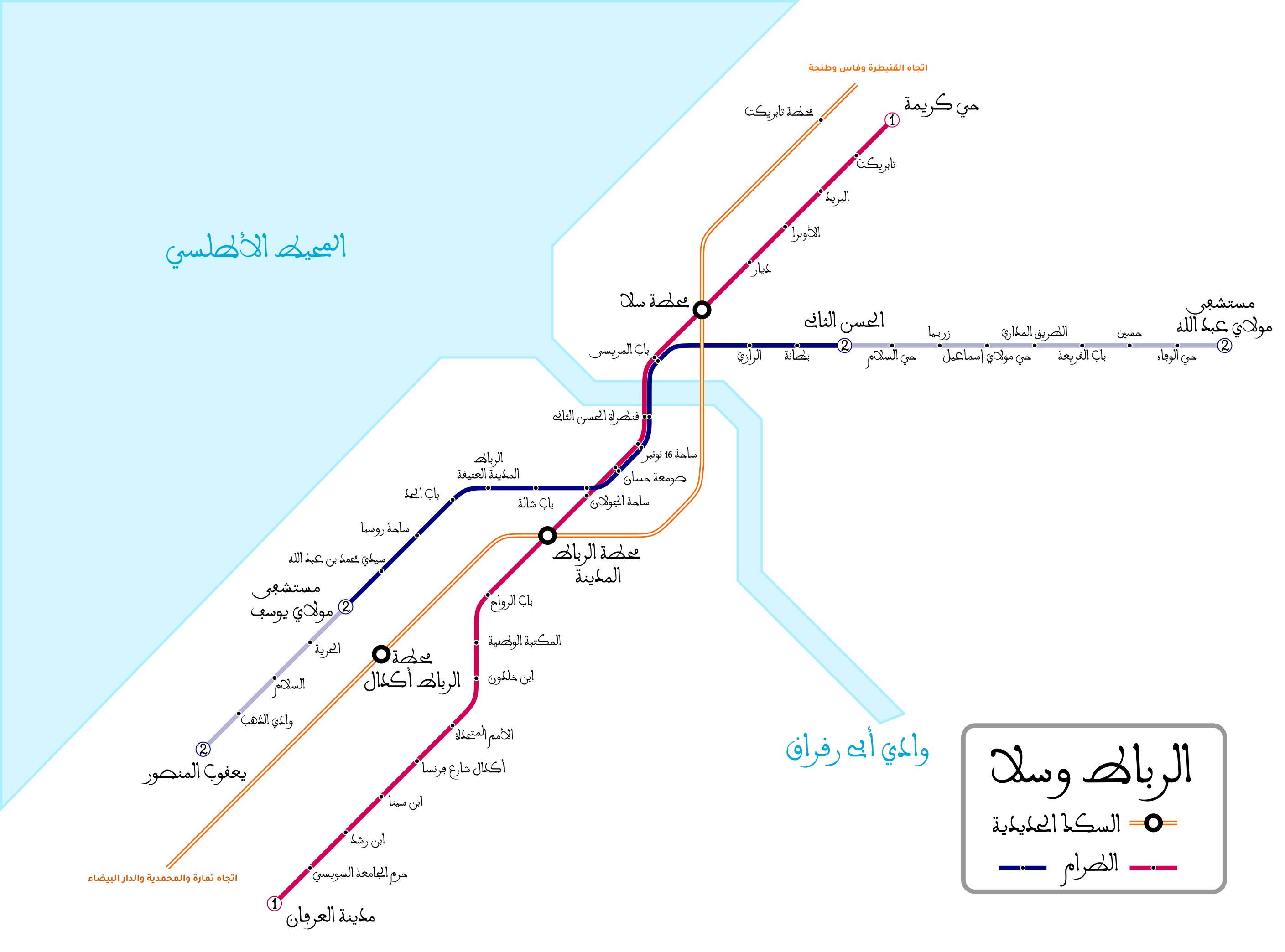
مخطط الشبكة

يعتبر مشروع التراموي الرابط بين المدينتين الرباط وسلا من الحلول الملائمة للمشكل الخاص بالنقل الحضري بهاتين المدينتين حيث يستجيب للطلب المتزايد على النقل ويوفر بديلا حقيقيا لاستعمال السيارات أشرف الملك محمد السادس، على تدشين خطي ترامواي الرباط – سلا، وقنطرة الحسن الثاني وذلك يوم الأربعاء 18 ماي 2011.
يعد هذا المشروع من المشاريع التي تحظى بالأولوية في إطار مشروع تهيئة وتنمية ضفتي أبي رقراق، على اعتبار أنه يروم تسهيل حركة المرور والتنقل وتسهيل الربط بين العدوتين عبر اعتماد وسائل للنقل والمواصلات تحترم البيئة وتضمن شروط السلامة والانتظام في العمل. وتم إنجاز مجموع مكونات هذا المشروع، بعين المكان، من طرف مقاولات مغربية بمساعدة مكاتب للدراسات ومختبرات للمراقبة.
وتتكون الشبكة الحالية للتراموي من خطين اثنين يصل مجموع طولهما إلى 5ر19 كلم، ويتوفران على 31 محطة. وتغطي الشبكة أهم الأقطاب الحضرية التي تشهد كثافة عالية من حيث عدد السكان وتنقلاتهم (الأحياء الجامعية، المستشفيات، الإدارات، مركزا المدينتين، أهم المحطات الطرقية والسككية). ويبلغ العدد الإجمالي للعربات التي سيتم توظيفها في شبكة ترامواي الرباط – سلا، والتي تم تصميمها وفق المعايير الدولية، 44 عربة، يصل طول كل منها إلى 32 متر. وتتوفر العربات على أجهزة التكييف وعلى جميع الولوجيات بالنسبة للأشخاص ذوي الاحتياجات الخاصة. وكان قد أعطى انطلاقة أشغال هذا المشروع الملك محمد السادس في 23 دجنبر 2007 حيث أشرفت على إنجازه وكالة تهيئة ضفتي أبي رقراق بشراكة مع الجماعات المحلية للرباط وسلا. وابتداء من شهر يناير 2009، أصبحت شركة تراموي الرباط سلا التي تضم بين مساهميها جماعتي الرباط وسلا تشرف على سير الأشغال. التراموي الذي شرع في استغلاله خلال هذه السنة، من المرتقب أن يقل حوالي 180 ألف راكب بين الرباط وسلا كل يوم عبر خطين أساسيين: [بحاجة لمصدر]
- الخط المهيكل للتجمع الحضري من حي كريمة بسلا إلى حي أكدال بالرباط على مسافة 7.11 كلم، ويشمل هذا الخط الأقطاب الرئيسية للمدينتين.
- خط خاص بسكان الأحياء ذات الكثافة السكانية المرتفعة، مثل حي يعقوب المنصور بالرباط وبطانة بمدينة سلا على مسافة 7.8 كلم. [بحاجة لمصدر]

#### حافلات النقل الحضري
فوض مرفق النقل الحضري بالمدينة وما جاورها لشركة ألزا وقد وضعت رهن إشارة مستعملي الحافلات حافلات من الطراز الرفيع وذات جودة عالية وايكولوجية، ووضعت أيضا شبكة من الخطوط المنتظمة التي تربط بين احياء العاصمة وايضا ضواحيها كسلا وتمارة والصخيرات وتامسنا وعين عودة...

#### الطيران

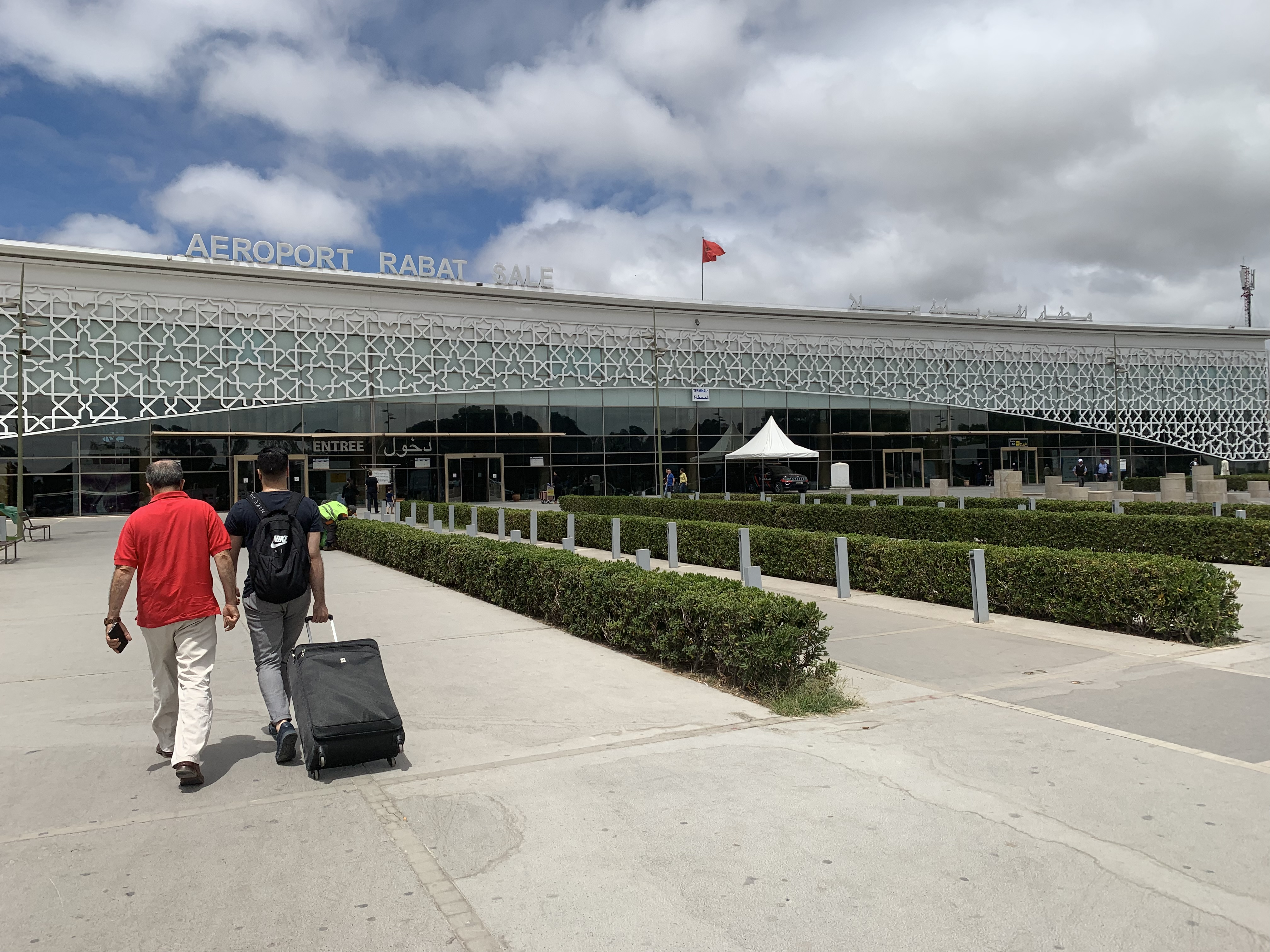
مطار الرباط سلا الدولي

المطار الرئيسي الذي يخدم مدينة الرباط هو مطار الرباط سلا الدولي، يتواجد فعليا في مدينة سلا على بعد 8 كلم من الرباط يبلغ طول المدرج 3500 متر وعرضه 45 متر.
يحتل المطار المرتبة السادسة في المغرب من حيث عدد المسافرين، وتبلغ الطاقة الاستعابية للمطار 1.5 مليون مسافر في السنة. ولكونه يقع بجوار العاصمة الرباط، فهو المطار الرئيسي لإستقبال قادة الدول والبعثات الديبلوماسية الذين يزورون المغرب. [بحاجة لمصدر]

#### مشروع تهيئة ضفتي أبي رقراق
يعد مشروع تهيئة ضفتي أبي رقراق من المشاريع التنموية الكبرى التي ستضفي مساحة من الحداثة والإبداع والتميز على صورة الرباط وسلا وتبرز الخصوصيات التاريخية والتراثية والعمرانية للعاصمة الإدارية للمملكة. وينتظر بعد الانتهاء من هذا المشروع الطموح، وفق تصميم هندسي راق، أن تصبح الرباط نموذجا عالميا لازدهار سياحي واقتصادي وإضفاء جمالية تضيف لتاريخها وتراثها وثقافتها رصيدا غنيا. ويسعى مشروع تهيئة ضفتي أبي رقراق، إلى تطوير وتنمية المنطقة، وذلك بإعادة تأهيل المآثر التاريخية الموجودة بمحاذاة الوادي وربط هذه المعالم ببعضها بواسطة شبكة منظمة من الطرق والمسالك الاستكشافية.
كما يتوخى هذا المشروع، الذي خصص لإنجاز بنياته التحتية مبلغ عشرة ملايير درهم يمولها صندوق الحسن الثاني للتنمية الاجتماعية الاقتصادية والمديرية العامة للجماعات المحلية، الجمع بين مهارة التصميم الحضري والمعماري وخاصية الأسس التاريخية التي ينبني عليها الموقع من أجل تهيئة عصرية تتلاءم مع الخصائص الذاتية للموقع وبلورة تصميم لمدينة منفتحة يتم التركيز في بناياتها على الواجهات والسطوح المفتوحة على السماء. وأوضح المدير العام لوكالة تهيئة ضفتي أبي رقراق السيد الصاقل المغاري، في حديث لوكالة المغرب العربي للأنباء، أن مشروع التهيئة ستكون له انعكاسات إيجابية على التنمية المحلية للرباط وسلا، وتحقيق نهضة حضرية ونمو اقتصادي من خلال تشييد واستغلال التجهيزات والبنيات التحتية للمنطقة عبر خلق مناصب شغل، وتحفيز الصناعات المرتبطة بالبناء والتجهيز والقطاعات المالية.[بحاجة لمصدر]

##### باب البحر
يوجد على بعد عشر دقائق من مطار الرباط سلا، بالضفة اليمنى لنهر أبي رقراق بمدينة الرباط قرب مدينة سلا ويعد هذا المشروع عملا ضخما، يطمح إلى تحويل مصبّ نهر أبي رقراق إلى قطب سياحي وحضري فعلي وبذلك الارتقاء بمدينة الرباط إلى مرتبة العواصم الكبرى بالبحر الأبيض المتوسط.
ويقع «باب البحر» بين مصب نهر أبي رقراق وقنطرة مولاي الحسن ويمتد على مساحة سبعين هكتار تقريبا، ثلاثين منها مساحات عقارية؛ إذ يضم مشروع «باب البحر» برنامجا عقاريا متنوعا بغلاف استثماري يقدر بسبعمائة وخمسين مليون دولار.
وسيأوي المشروع عرضا متنوعا يشمل وحدات سكنية وفندقية ذات جودة عالية، العديد من المؤسسات التجارية ومركزا للأعمال يضم مكاتب ومهنيي قطاع الخدمات. كما سينبض القلب الحضري لهذا القطب على إيقاع متاجر، متاحف وأروقة فنية ممّا يزيد من تنوعه. [بحاجة لمصدر]

##### قنطرة مولاي الحسن
وهي عبارة عن جسر كبير يتوفر على ثلاثة ممرات، ومسلكين للترامواي الذي سيربط الرباط وسلا وممرات أخرى خاصة بالراجلين والدراجات كما تعمل على تسهيل حركة مرور البواخر إلى المارينات التي سيتم إحداثها في إطار مشروع «أمواج»، فضلا عن تسهيل حركة المرور النهري عبر واد أبي رقراق
ويعد مشروع هذه القنطرة من بين المشاريع التي تندرج في إطار الشطر الأول للمشروع الكبير لتهيئة وتنمية ضفتي أبي رقراق، والذي يعرف باسم «باب البحر» الممتد على نحو سبعين هكتارا سنة 2010[بحاجة لمصدر]

##### نفق الأوداية
هو مشروع يدخل ي إطار مخطط تهيئة ضفتي نهر أبي رقراق، سيمكن من تجاوز مشكل تدفقات حركة السير بطريق المرسى، الذي يعرف حاليا حركة سير مكثفة تصل في معدلها الأعلى إلى 30 ألف سيارة في اليوم، منها 3500 من الوزن الثقيل.
وسيمتد هذا المشروع، الذي يربط بين «باب البحر» ونادي الرياضات على طول 1022 متر.
ويهدف هذا المشروع، بالخصوص، إلى إعادة التواصل التاريخي بين المدينة القديمة والأوداية، كما سيساعد على الحفاظ على الموقع التاريخي وسيعطيه قيمة سياحية أكبر، فضلا عن جعل حركة السير أكثر سيولة.
وتقدر تكلفة بناء وتجهيز النفق بحوالي 491 مليون درهم، ومن المنتظر أن تنطلق حركة المرور به خلال الستة أشهر الأولى من سنة 2010. [بحاجة لمصدر]

## معرض الصور

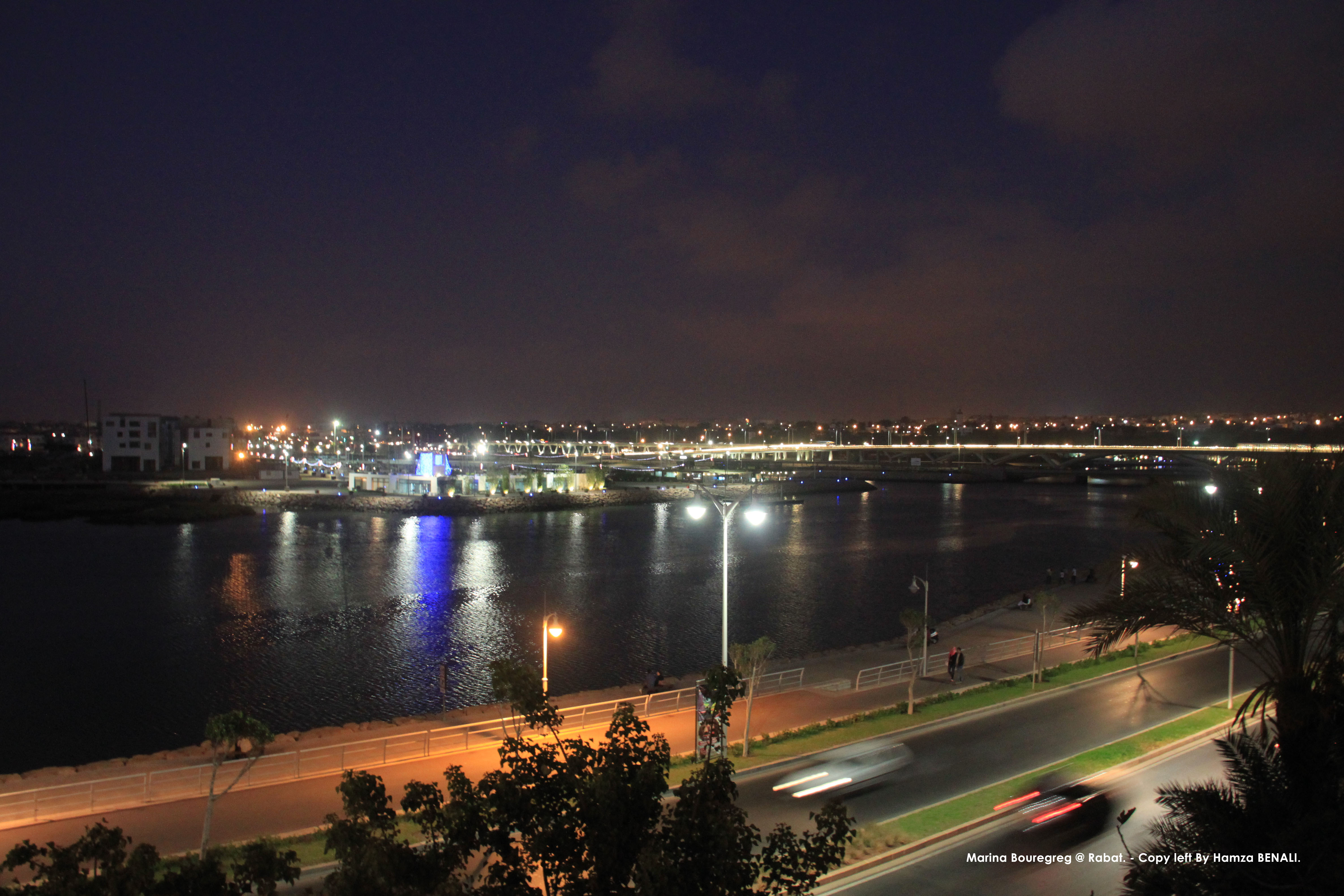
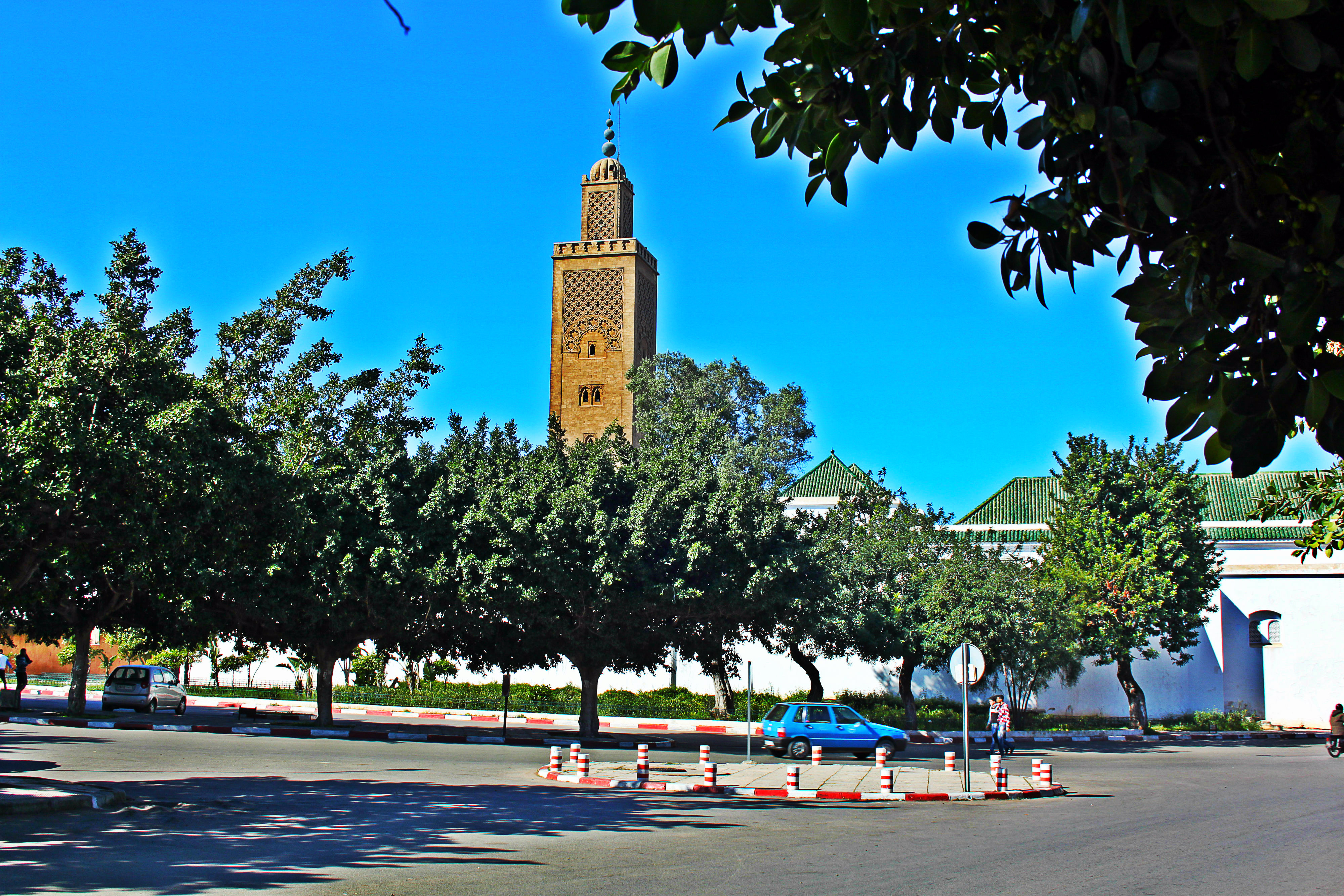
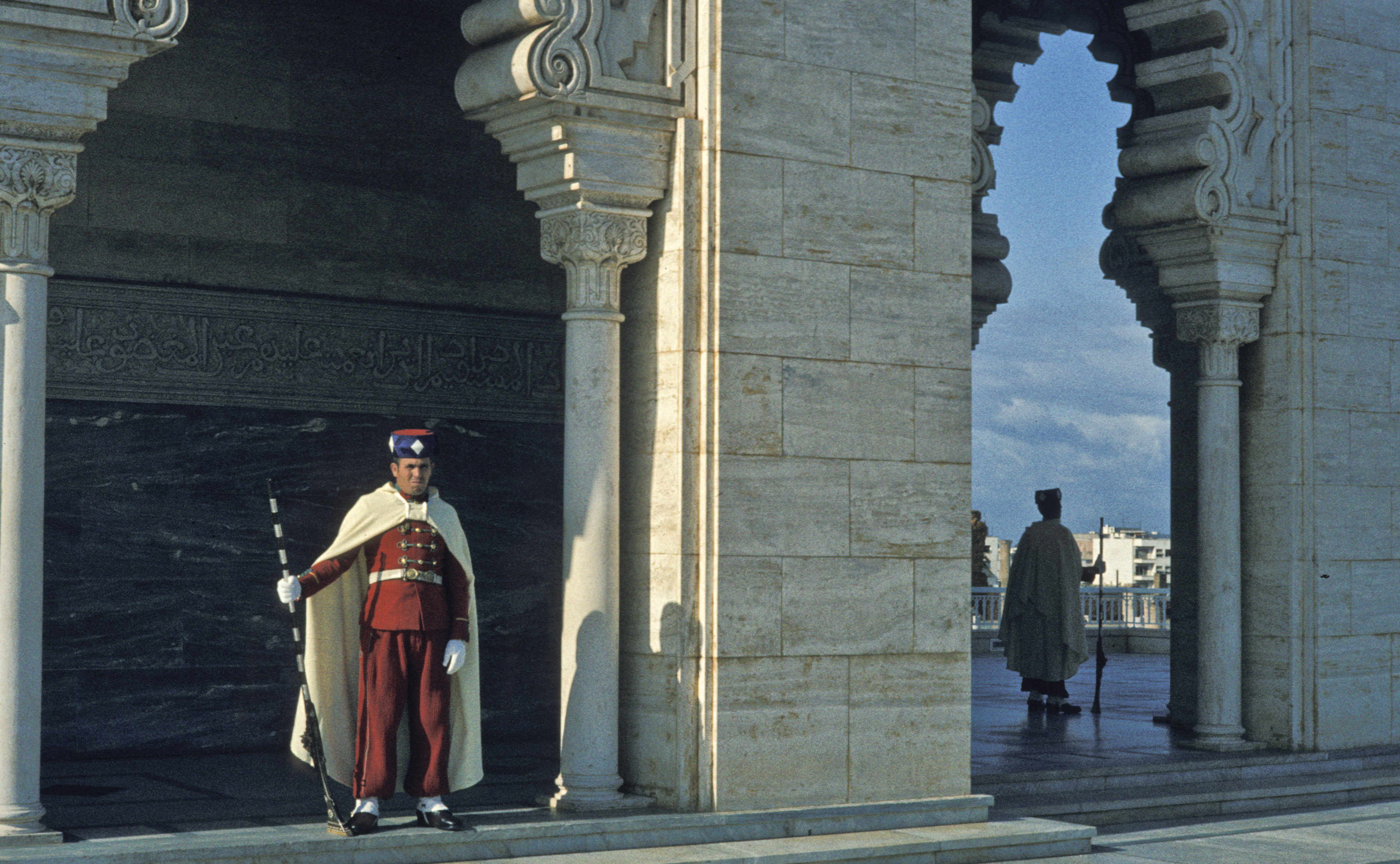
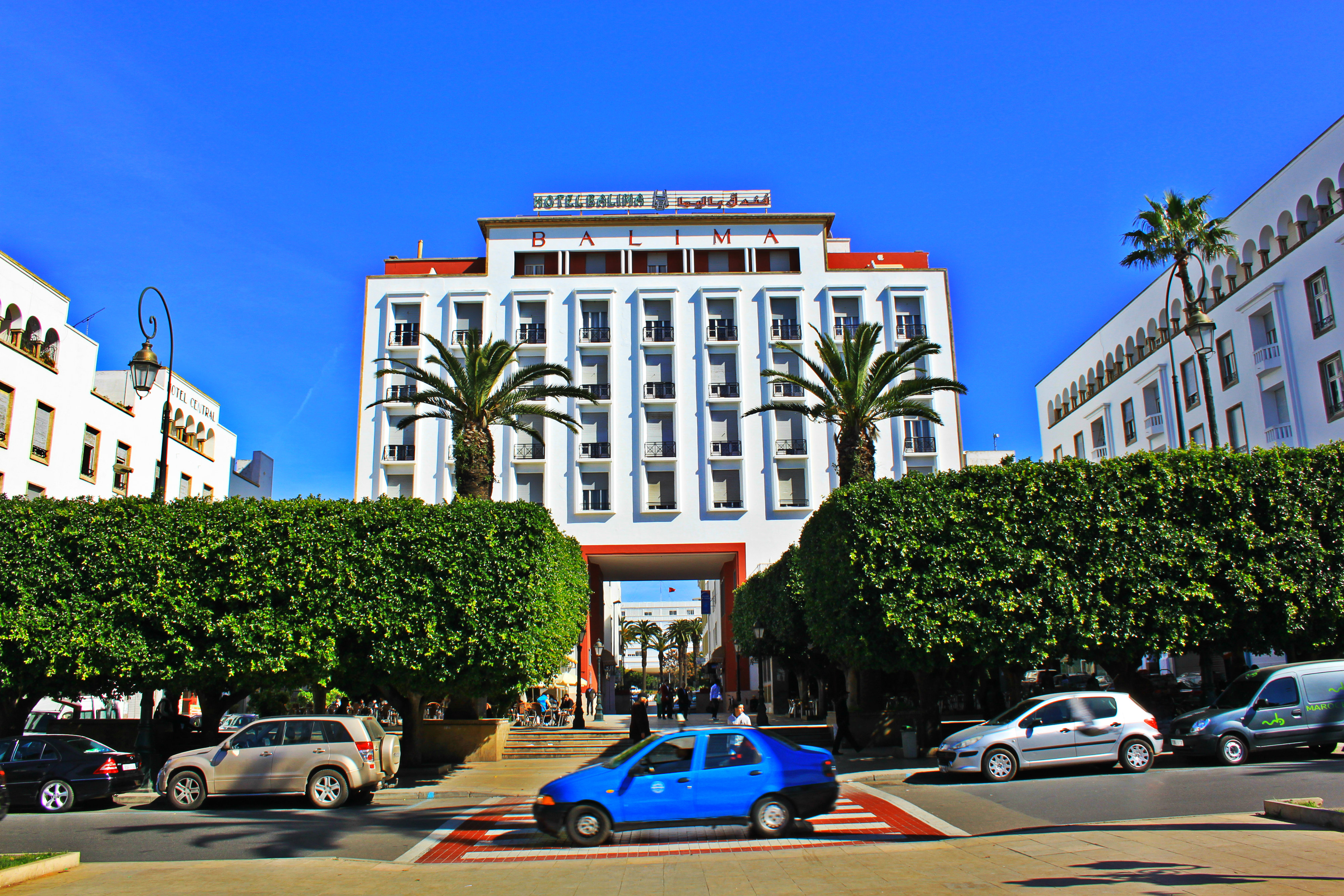
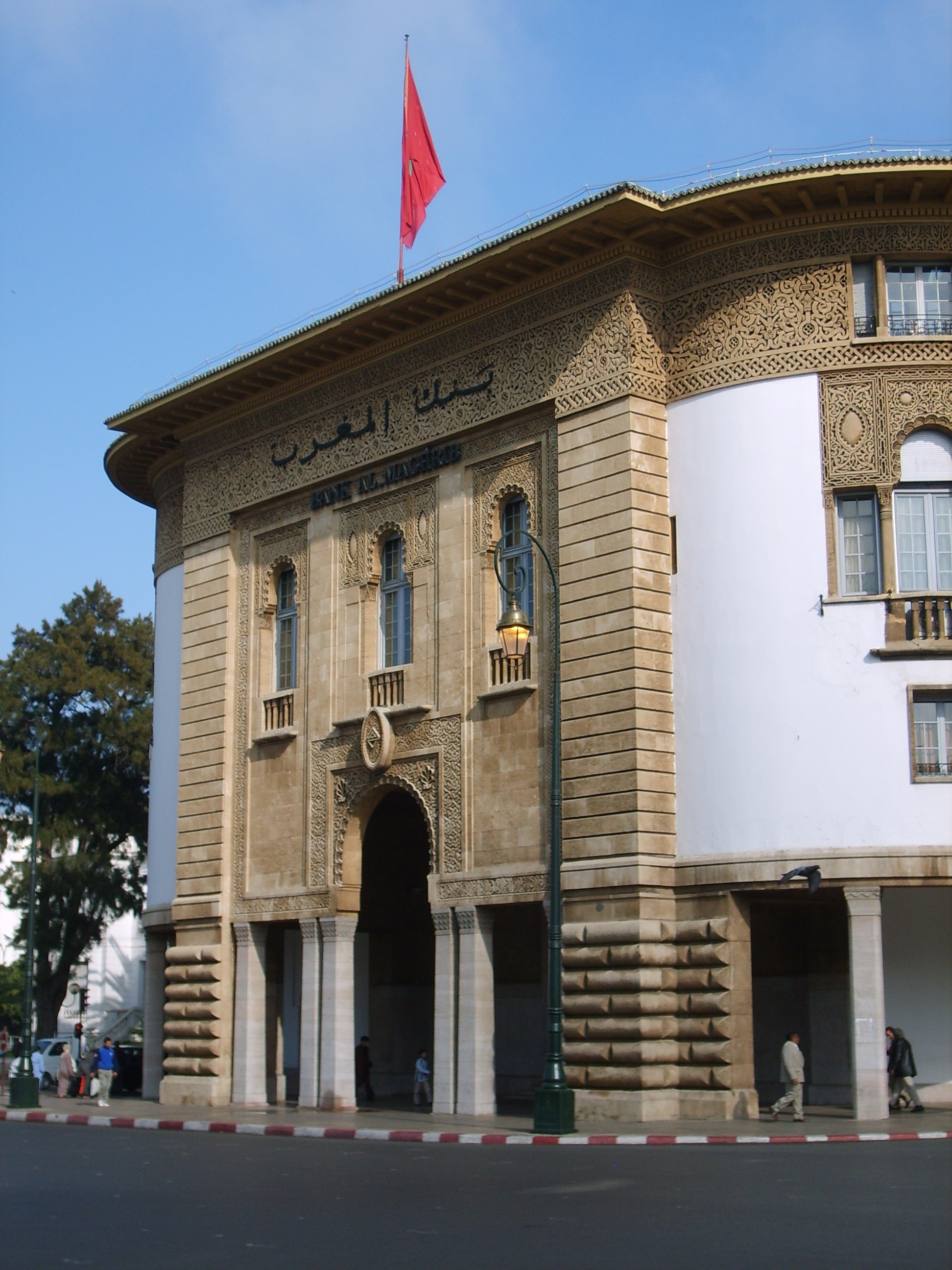
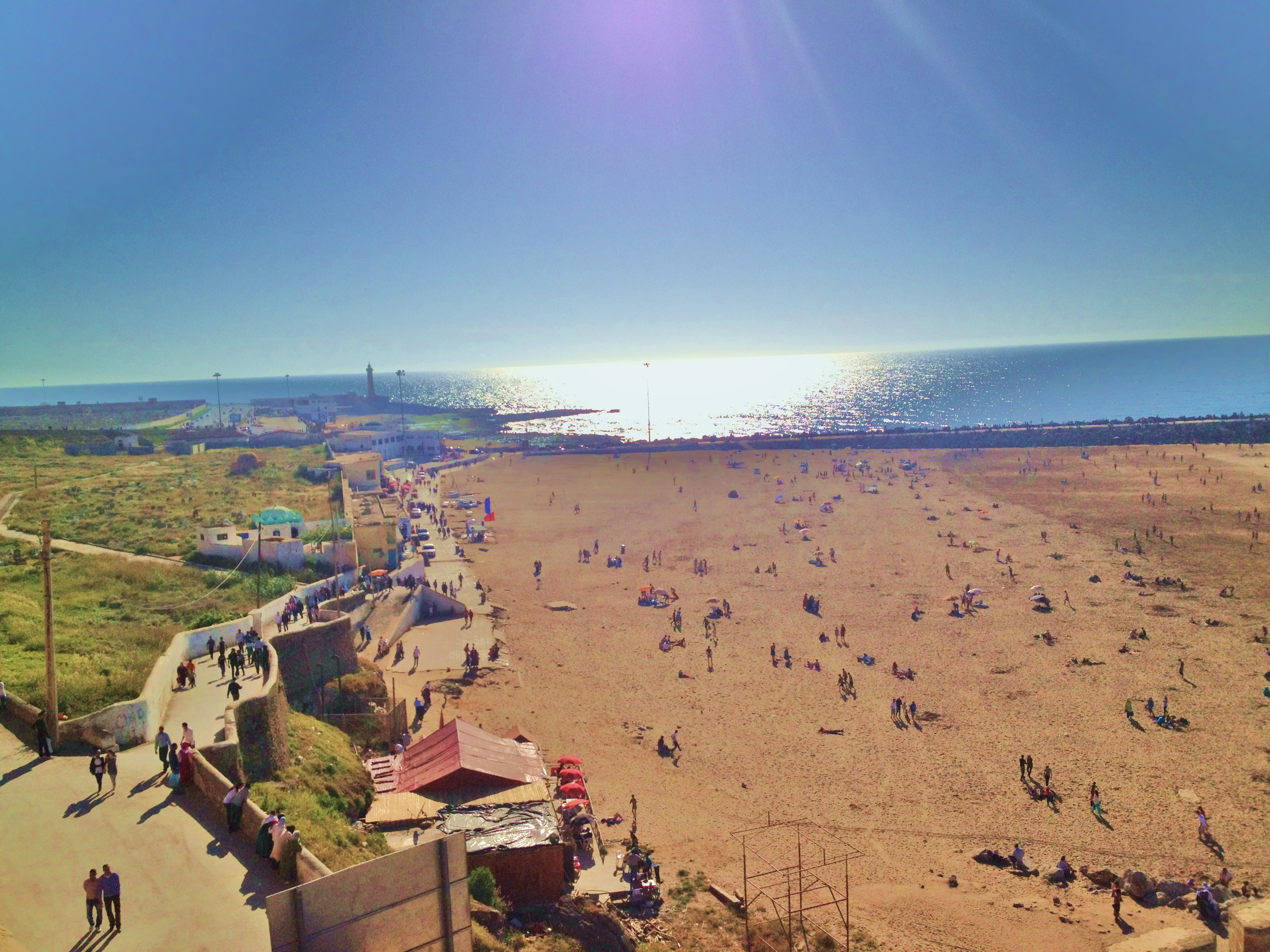
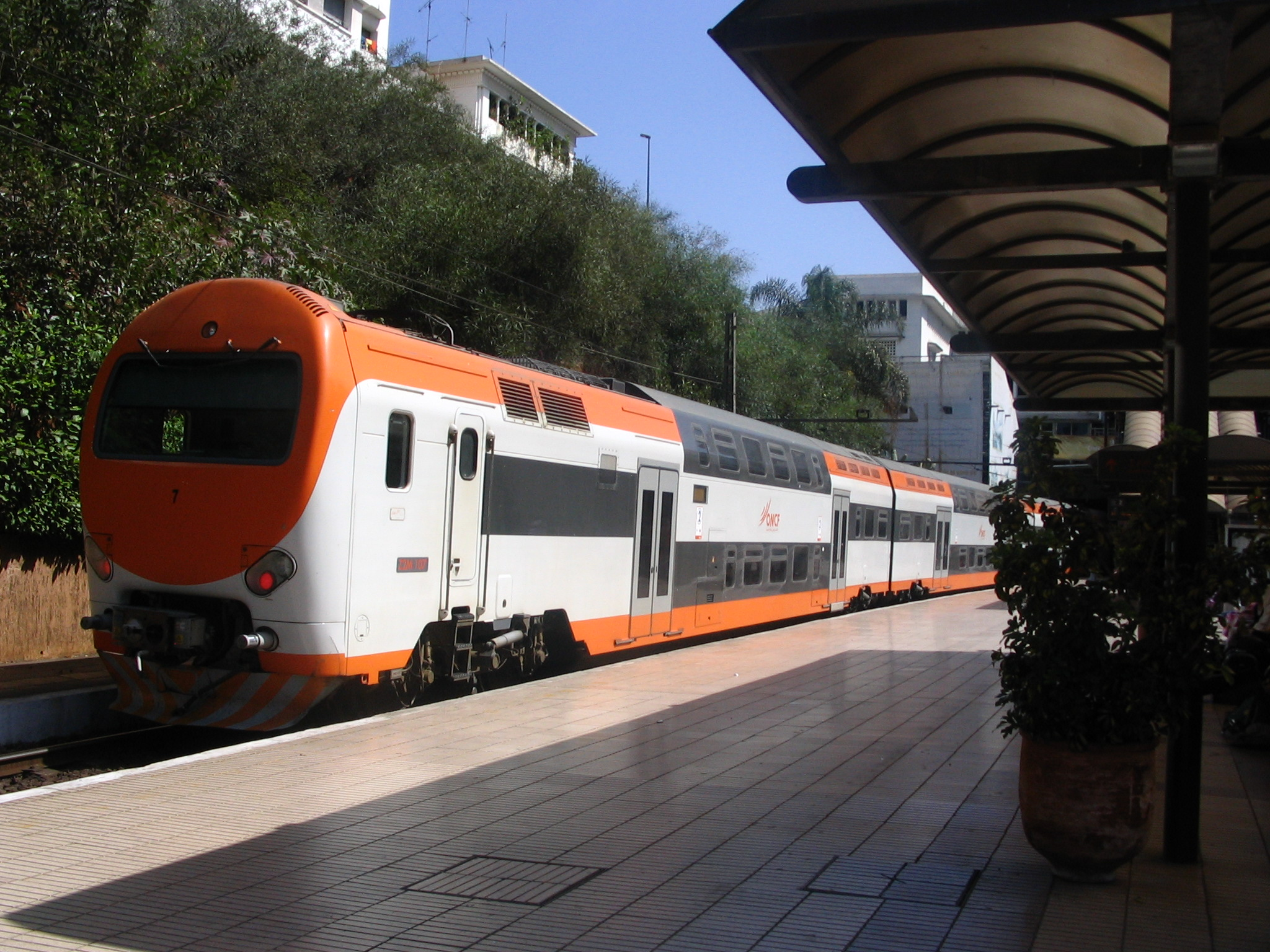
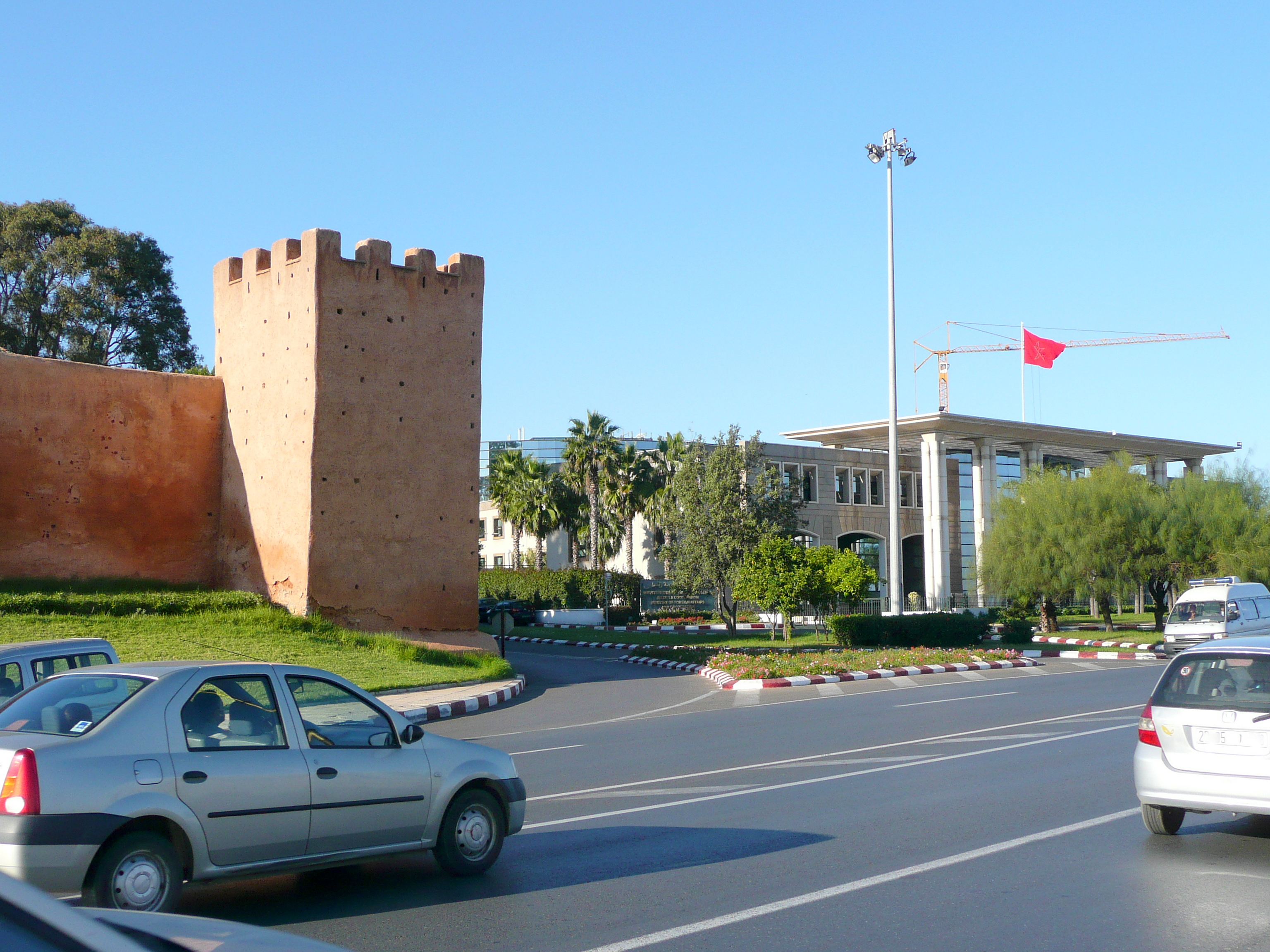
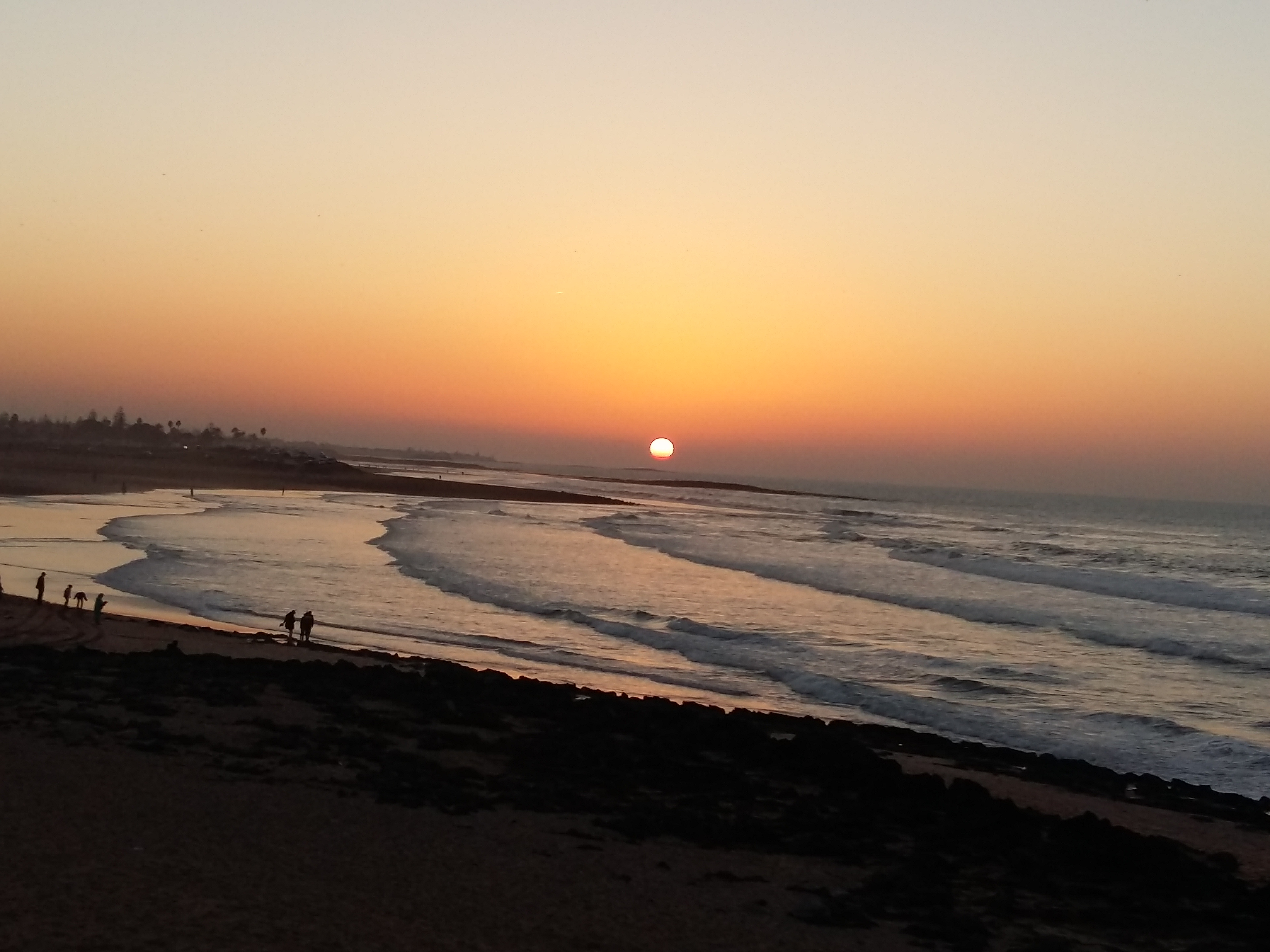
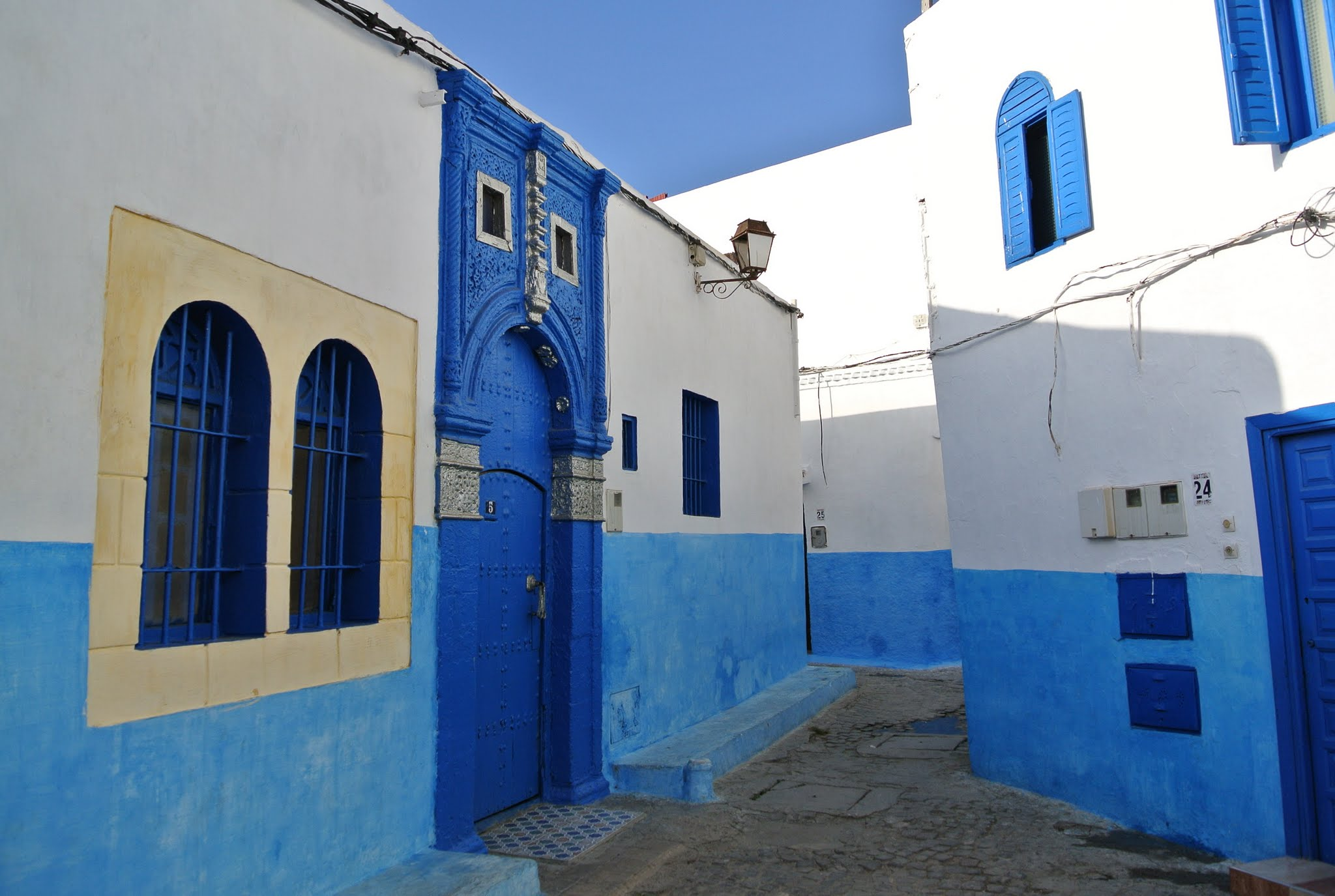
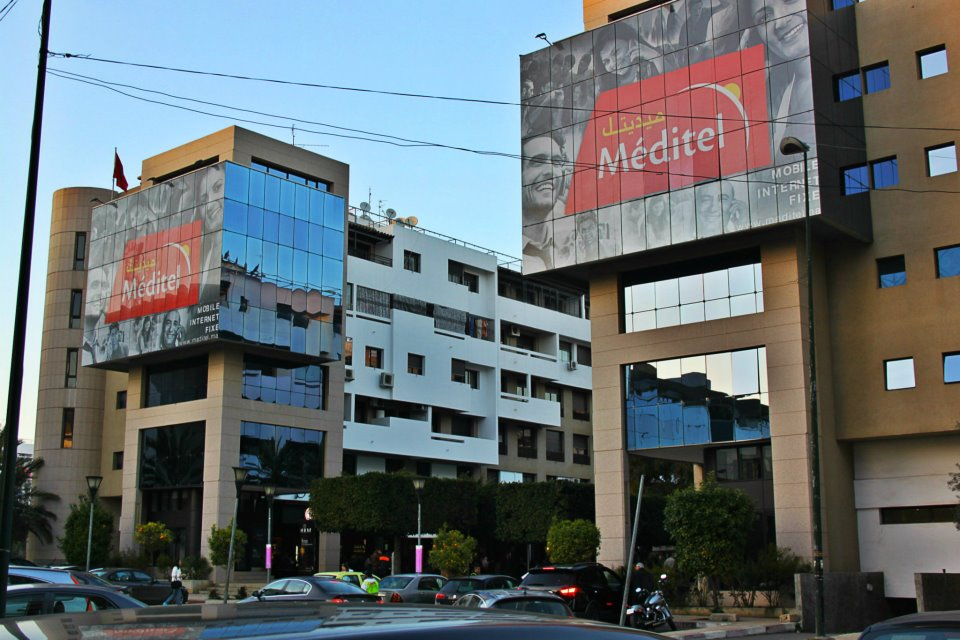
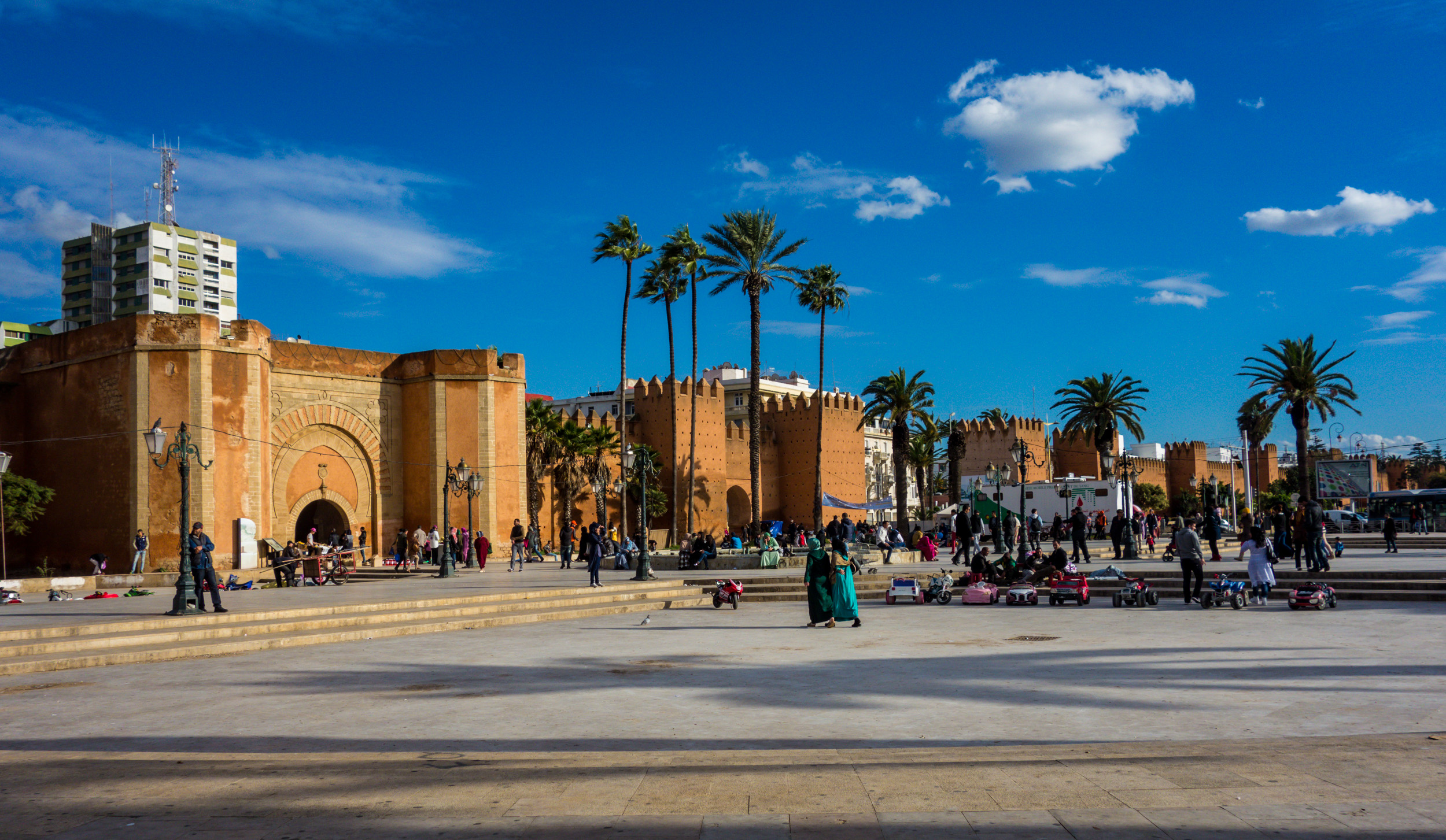
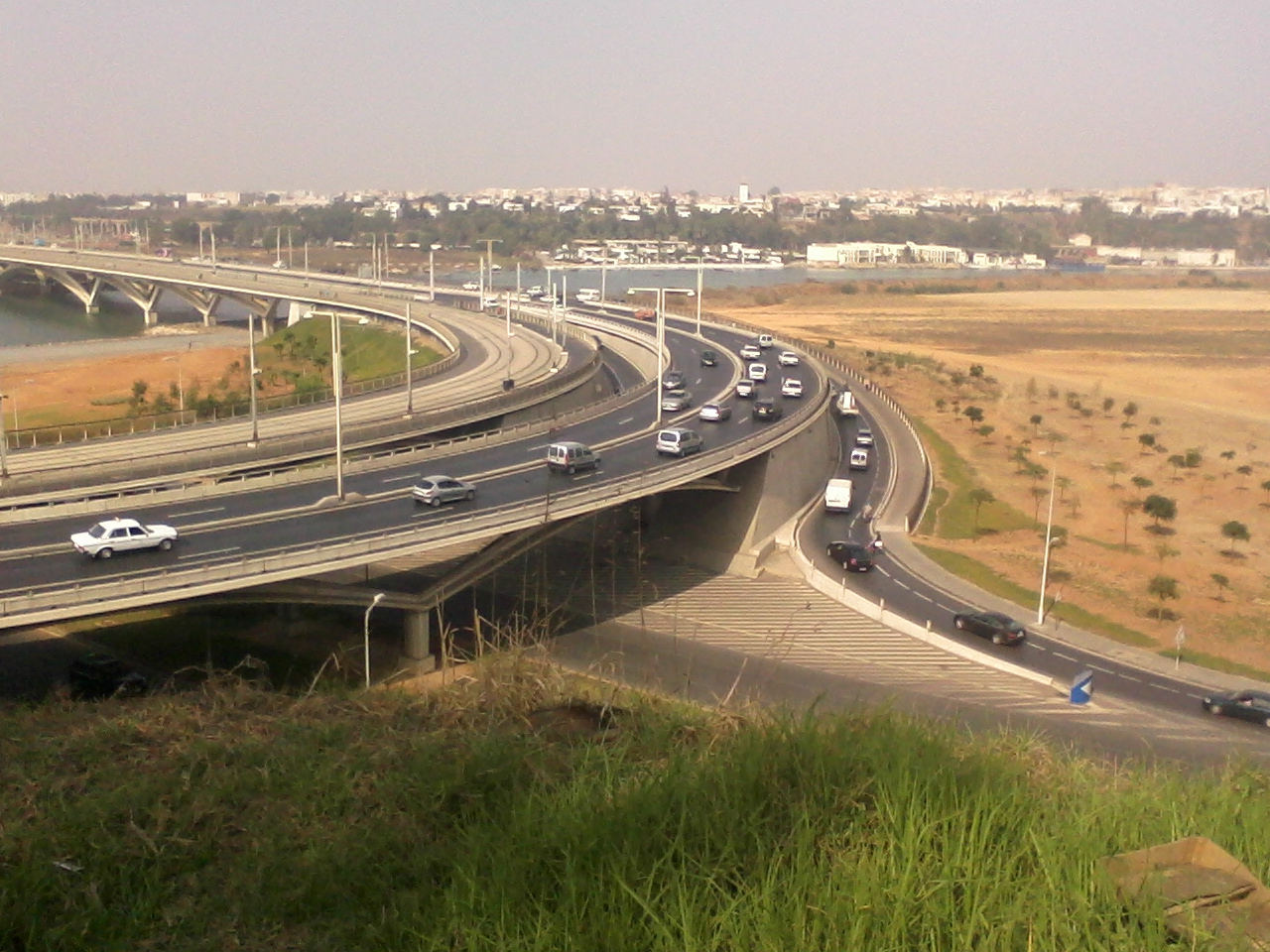
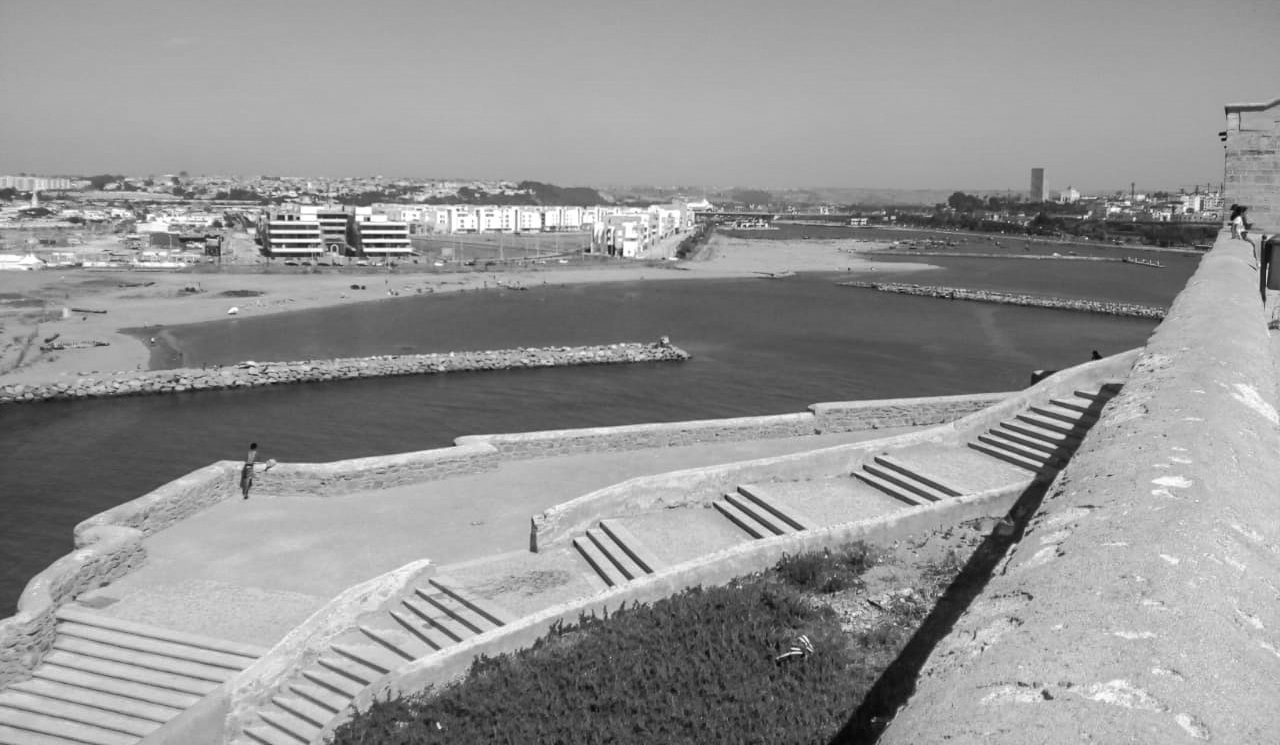

## أبواب الرباط

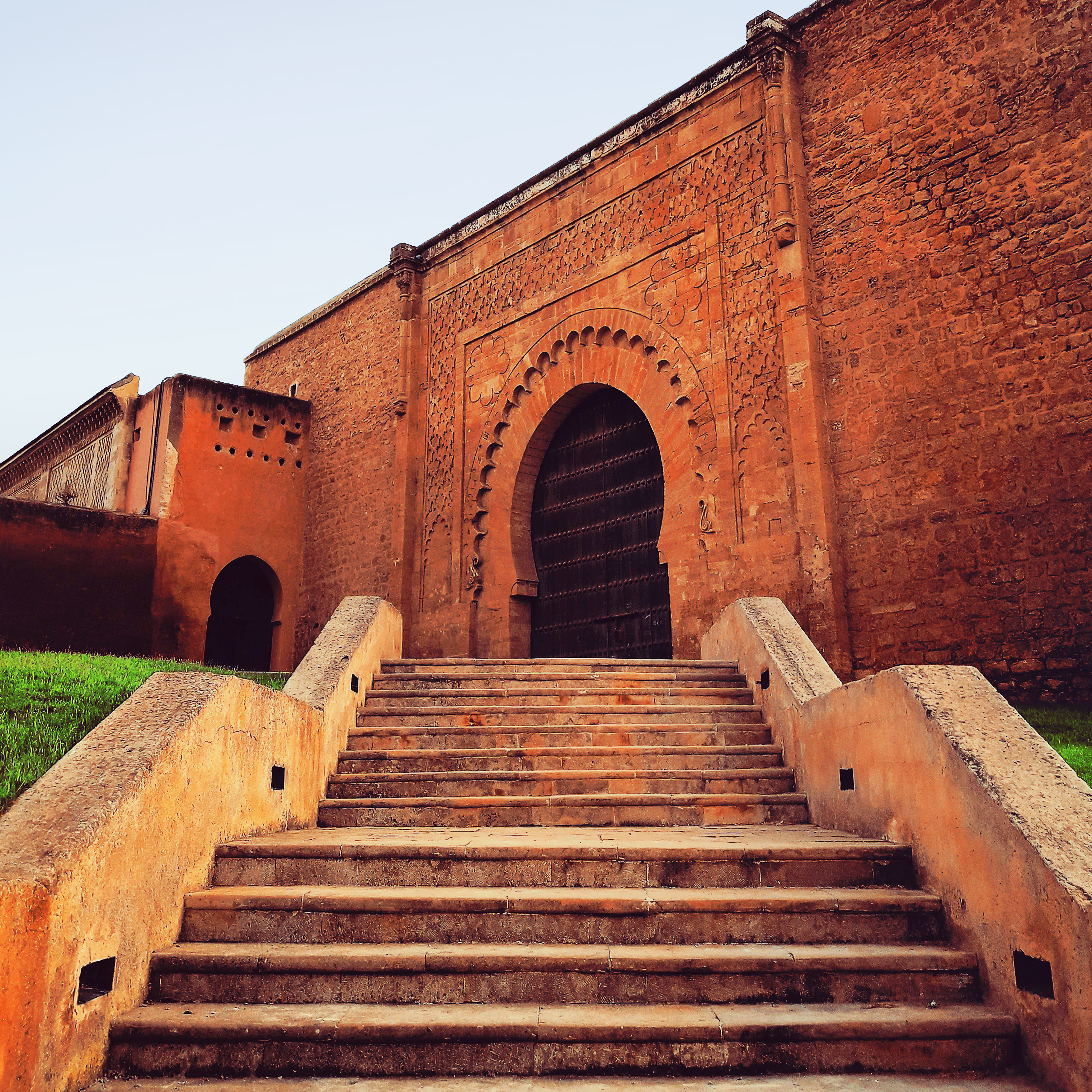
باب الرواح بالرباط
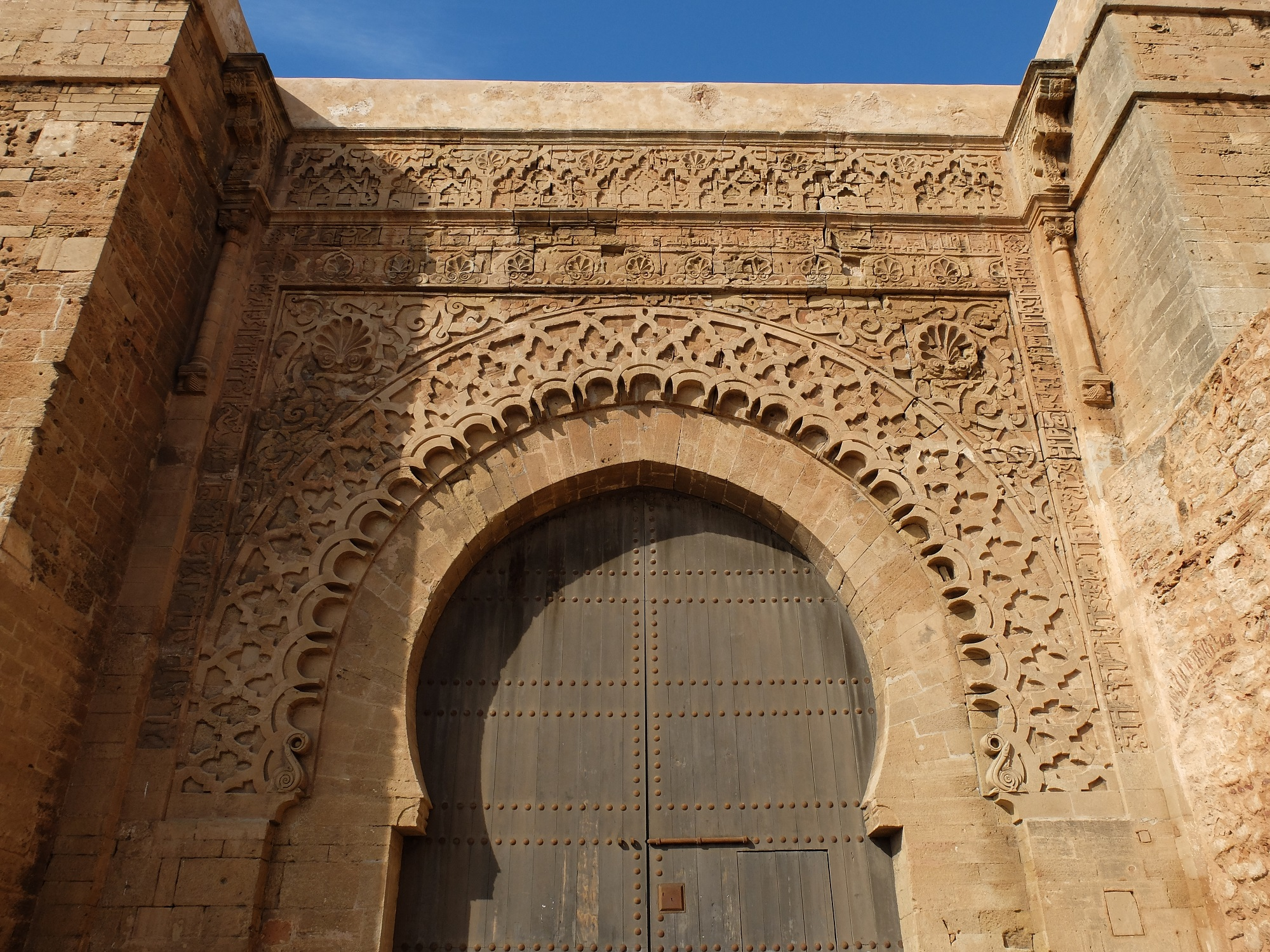
باب الوداية بالرباط
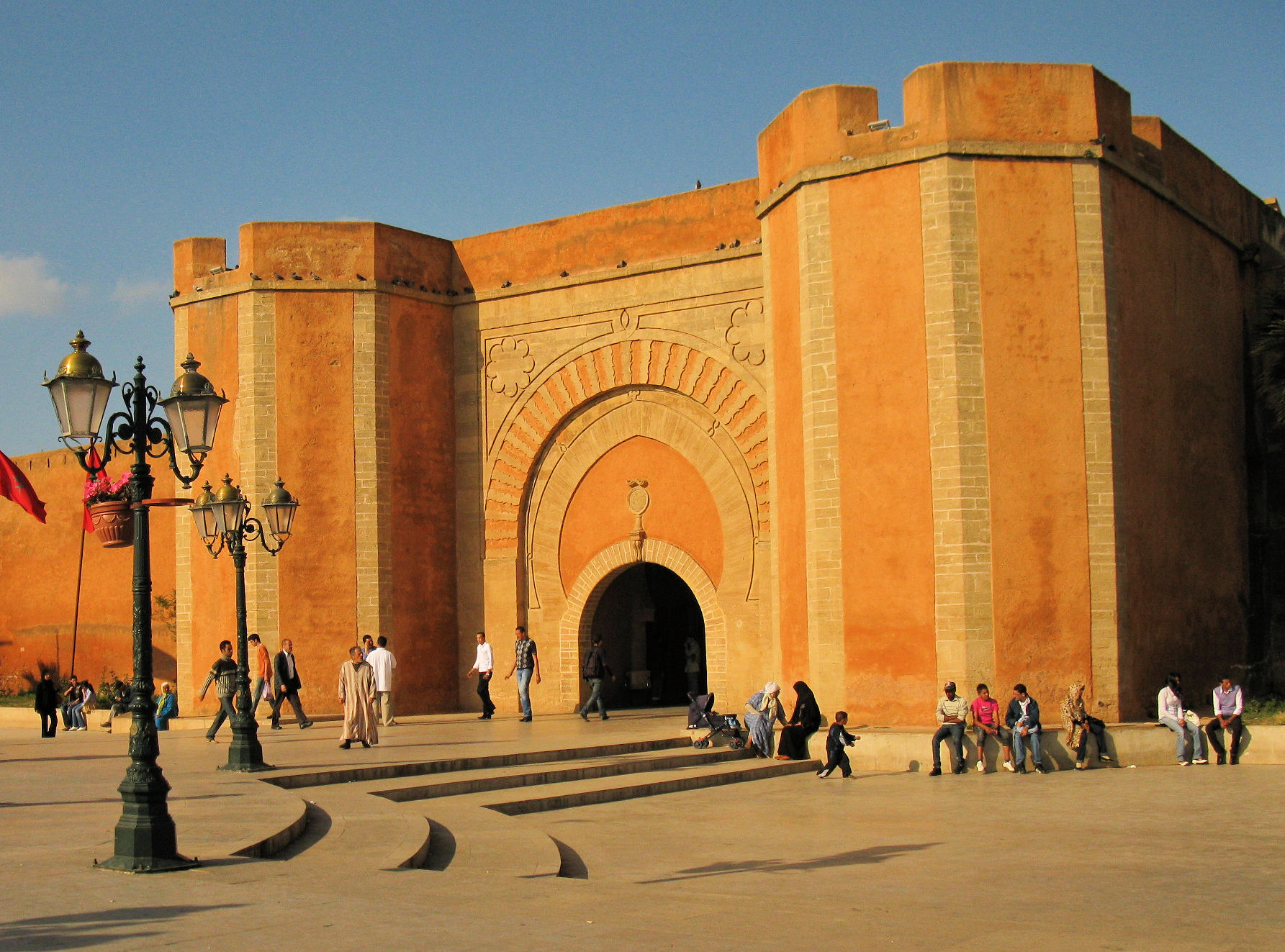
باب الحد بالرباط
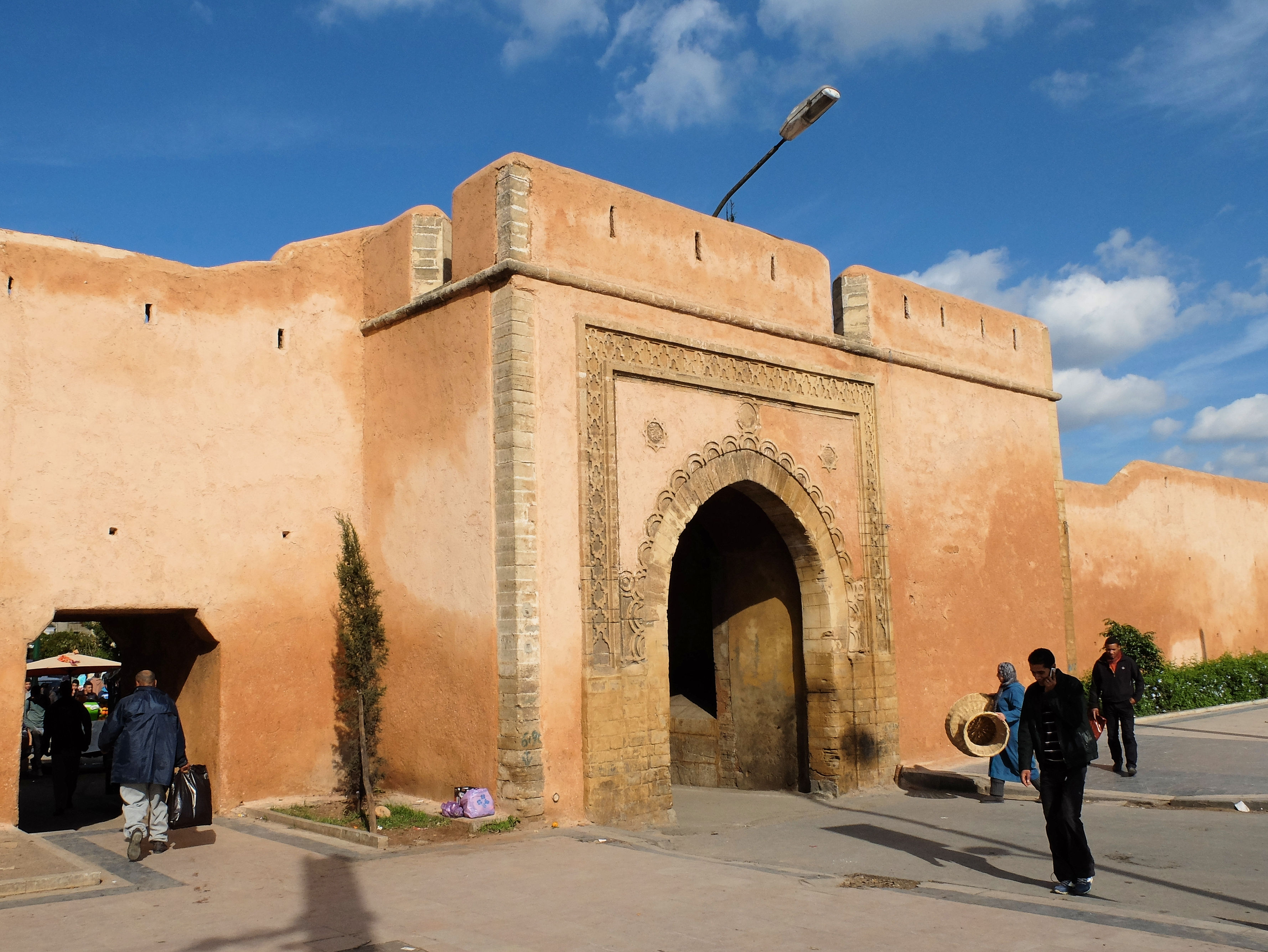
باب شالة بالرباط
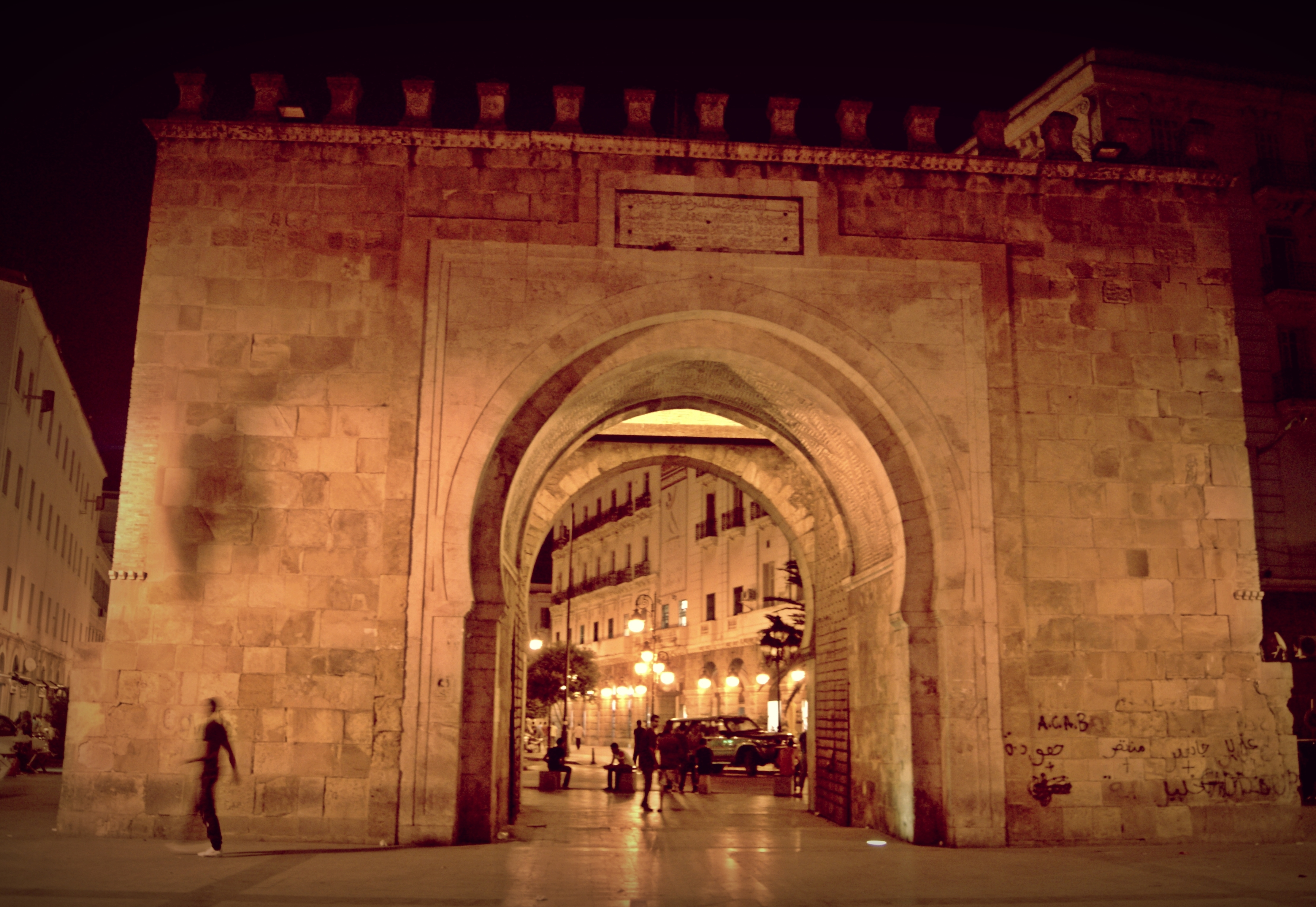
باب البحر بالرباط

## شخصيات مؤثرة
• محمد السادس
• الحسن الثاني
• الأمير مولاي عبد الله
• الأمير مولاي رشيد
• عبد الإله ابن كيران
• أحمد بلافريج
• محمد أوفقير
• المهدي المنجرة
• المهدي بن بركة
• علي بوريكات
• أحمد رضا اجديرة
• عبد الفتاح كيليطو
• بهاء طرابلسي
• أمينة رشيد
• حميدو بنمسعود
• رشيد الوالي
• سميرة سعيد
• منى فتو
• محمود الإدريسي
• سعد لمجرد
• يونس العيناوي
• روبرت الصراف
• ياسمينة بادو
• منير الماجدي
• نادية فتاح العلوي
• منصف بلخياط
• عبد الحق المريني

## اتفاقيات التوأمة والصداقة
| - سلا، المغرب. - لشبونة، البرتغال. - طهران، إيران منذ 1950. - أمستردام، هولندا. - هونولولو، الولايات المتحدة منذ 2006. - بوخارست، رومانيا. - بيروت، لبنان. - إشبيلية، إسبانيا. - القاهرة، مصر. - تونس، تونس. | - مدريد، إسبانيا. - دمشق، سوريا. - أثينا، اليونان. - إسطنبول، تركيا. - عمان، الأردن منذ 1988. - نابلس، فلسطين. - بيت لحم، فلسطين. - ماهيه، سيشل منذ 2013. - غوانجو، الصين منذ 2013. |

## قائمة المراجع
1. ↑   https://it-ch.topographic-map.com/map-fq6c4s/Rabat/?zoom=19&center=33.97666%2C-6.82515&popup=33.97664%2C-6.82509. {{استشهاد ويب}}: |url= بحاجة لعنوان (مساعدة) والوسيط |title= غير موجود أو فارغ (من ويكي بيانات) (مساعدة)
2. 1 2 3  "عدد السكان القانوني للمملكة المغربية موزعون حسب الجهات والأقاليم والعملات والبلديات حسب نتائج التعداد العام للسكان والمساكن 2024". المديرية السامية للتخطيط، المملكة المغربية. 7 نوفمبر 2024. مؤرشف من الأصل في 2025-01-24. اطلع عليه بتاريخ 2025-01-21.
3. ↑  المندوبية السامية للتخطيط (المحرر)، الإحصاء العام للسكان والسكنى لسنة 2024 (ط. 7th)، QID:Q109658514
4. ↑   http://www.bethlehem-city.org/Twining.php. {{استشهاد ويب}}: |url= بحاجة لعنوان (مساعدة) والوسيط |title= غير موجود أو فارغ (من ويكي بيانات) (مساعدة)
5. ↑   http://www.munimadrid.es/portal/site/munimadrid/menuitem.dbd5147a4ba1b0aa7d245f019fc08a0c/?vgnextoid=4e84399a03003110VgnVCM2000000c205a0aRCRD&vgnextchannel=4e98823d3a37a010VgnVCM100000d90ca8c0RCRD&vgnextfmt=especial1&idContenido=1da69a4192b5b010VgnVCM100000d90ca8c0RCRD. {{استشهاد ويب}}: |url= بحاجة لعنوان (مساعدة) والوسيط |title= غير موجود أو فارغ (من ويكي بيانات) (مساعدة)
6. ↑   http://www.an-mar.org/index.php?Itemid=61&id=20&option=com_content&task=view. {{استشهاد ويب}}: |url= بحاجة لعنوان (مساعدة) والوسيط |title= غير موجود أو فارغ (من ويكي بيانات) (مساعدة)
7. ↑   http://www.commune-tunis.gov.tn/fr/mairie_cooperation1.htm. {{استشهاد ويب}}: |url= بحاجة لعنوان (مساعدة) والوسيط |title= غير موجود أو فارغ (من ويكي بيانات) (مساعدة)
8. 1 2   https://www4.honolulu.gov/docushare/dsweb/Get/Document-48917/1htbcq23.pdf. {{استشهاد ويب}}: |url= بحاجة لعنوان (مساعدة) والوسيط |title= غير موجود أو فارغ (من ويكي بيانات) (مساعدة)
9. ↑  "Coopération" (بالفرنسية).
10. ↑  GeoNames (بالإنجليزية), 2005, QID:Q830106
11. 1 2  محمد العدناني (1984)، معجم الأغلاط اللغوية المعاصرة، مكتبة لبنان ناشرون، ص. 246، QID:Q117481309
12. 1 2  "تخرج فيها الملك محمد السادس ودرس بها مسؤولون كبار في الدولة.. جامعة محمد الخامس أول جامعة عصرية في المغرب". الجزيرة نت. مؤرشف من الأصل في 2024-01-22. اطلع عليه بتاريخ 2024-05-08.
13. ↑  معلمة المغرب، الجزء 9، ص 2873 نسخة محفوظة 2023-07-02 على موقع واي باك مشين.
14. ↑  مدينة الرباط.. جيوش المرابطين ومعمار الأندلس وفردوس المستعمر الفرنسي نسخة محفوظة 2023-07-04 على موقع واي باك مشين.
15. 1 2  رباط الفتح.. مدينة الأبواب الخمسة وصومعة حسان نسخة محفوظة 2023-11-03 على موقع واي باك مشين.
16. ↑  Top travel destinations for 2013 - CNN.com نسخة محفوظة 07 مايو 2017 على موقع واي باك مشين.
17. ↑  "Top travel destinations for 2013 – CNN.com". Edition.cnn.com. 2 يناير 2013. مؤرشف من الأصل في 2023-02-26. اطلع عليه بتاريخ 2013-03-12.
18. ↑  تاريخ رباط الفتح - عبد الله السويسي.
19. ↑  "رباط الفتح". مؤرشف من الأصل في 2022-10-27. اطلع عليه بتاريخ 01/07/2023. {{استشهاد ويب}}: تحقق من التاريخ في: |تاريخ الوصول= (مساعدة)
20. ↑  "وحدة جغرافيا المغرب العامة - شعبة الجغرافيا" (PDF). جامعة ابن طفيل بالقنيطرة. مؤرشف (PDF) من الأصل في 2023-07-09. {{استشهاد بدورية محكمة}}: الاستشهاد بدورية محكمة يطلب |دورية محكمة= (مساعدة)
21. ↑  "Climat Rabat: Température de l'eau à, Température moyenne Rabat, Pluviométrie, diagramme ombrothermique pour Rabat - Climate-Data.org". fr.climate-data.org. مؤرشف من الأصل في 2023-04-25. اطلع عليه بتاريخ 2023-06-30.
22. ↑  "Rabat Sale Climate Normals for 1991–2020". National Oceanic and Atmospheric Administration. مؤرشف من الأصل في 2023-10-28. اطلع عليه بتاريخ 2025-01-21.
23. ↑  "Rabat Climate Normals 1961–1990". National Oceanic and Atmospheric Administration. مؤرشف من الأصل في 2023-12-01. اطلع عليه بتاريخ 2025-01-21.
24. ↑  
"Klimatafel von Rabat-Salé (Int. Flugh.) / Marokko" (PDF). Baseline climate means (1961–1990) from stations all over the world (بالألمانية). Deutscher Wetterdienst. Archived from the original (PDF) on 2024-06-26. Retrieved 2025-01-21.
25. ↑  
"Station Rabat" (بالفرنسية). Météo Climat. Archived from the original on 2023-12-01. Retrieved 2016-10-14.
26. ↑  
"Climatologie de l'année à Rabat-Sale" (بالفرنسية). Infoclimat. Archived from the original on 2023-12-01. Retrieved 2025-01-21.
27. ↑  "Loi organique sur les communes" (PDF). Secrétariat Général du Gouvernement. 2016. مؤرشف من الأصل (PDF) في 2024-01-27.
28. ↑  A History of the Maghrib in the Islamic Period - Jamil M. Abun-Nasr, Ǧamīl M. Abū al-Naṣr, Abun-Nasr, Jamil Mirʻi Abun-Nasr - Google Books نسخة محفوظة 2021-04-09 على موقع واي باك مشين.
29. ↑  "History of Morocco" (بالإنجليزية). Archived from the original on 2023-03-07. Retrieved 2021-04-16.
30. ↑  "Morocco and Tunisia, a Comparative History" (بالإنجليزية). Archived from the original on 2023-03-07. Retrieved 2021-04-16.
31. ↑  Abu-Lughod, Janet L. (14 Jul 2014). Rabat: Urban Apartheid in Morocco (بالإنجليزية). Princeton University Press. ISBN:978-1-4008-5303-8. Archived from the original on 2023-07-01.
32. ↑  López-Ruiz, Carolina; Doak, Brian R. (2019). The Oxford Handbook of the Phoenician and Punic Mediterranean (بالإنجليزية). Oxford University Press. ISBN:978-0-19-049934-1. Archived from the original on 2023-07-01.
33. ↑  Zevi, Anna Gallina; Turchetti, Rita (2004). Méditerranée occidentale antique: les échanges. Atti del seminario (Marsiglia, 14-15 maggio 2004). Ediz. francese, italiana e spagnola (بالفرنسية). Rubbettino Editore. ISBN:978-88-498-1116-2. Archived from the original on 2023-07-01.
34. ↑  "Le province romane d'Africa in "Il Mondo dell'Archeologia"". www.treccani.it (بit-IT). Archived from the original on 2023-02-08. Retrieved 2023-07-01.{{استشهاد ويب}}:  صيانة الاستشهاد: لغة غير مدعومة (link)
35. ↑  أبو عبد الله محمد بوجندار (2012). مقدمة الفتح من تاريخ رباط الفتح. منشورات كلية الآداب والعلوم الإنسانية بالرباط سلسلة نصوص و وثائق.
36. ↑  عبد الكريم كرييم: دور المهاجرين الأندلسيين برباط الفتح في مواجهة الغزو الإسباني لمصب أبي رقراق
37. ↑  "الملك محمد السادس يعطي انطلاقة أشغال إنجاز المسرح الكبير للرباط". مؤرشف من الأصل في 2020-06-21.
38. ↑  المغرب يُشيّد 'المسرح الكبير' في الرباط نسخة محفوظة 03 يونيو 2016 على موقع واي باك مشين.
39. ↑  "شبكة القراءة تحدث جائزة وطنية لتشجيع القراء". مغرس. مؤرشف من الأصل في 2019-12-11. اطلع عليه بتاريخ 2019-10-05.
40. ↑  "Lisboa - Geminações de Cidades e Vilas" [Lisbon - Twinning of Cities and Towns]. Associação Nacional de Municípios Portugueses [National Association of Portuguese Municipalities] (بالبرتغالية). Archived from the original on 2019-03-21. Retrieved 2013-08-23.
41. ↑  "Acordos de Geminação, de Cooperação e/ou Amizade da Cidade de Lisboa" [Lisbon - Twinning Agreements, Cooperation and Friendship]. Camara Municipal de Lisboa (بالبرتغالية). Archived from the original on 2019-05-02. Retrieved 2013-08-23.
42. ↑  "AN^MAR - Red de Hermanamientos entre Ciudades Marroquies y Andaluzas - Convenios y hermanamientas". An-mar.org. 1 مايو 2006. مؤرشف من الأصل في 2015-07-13. اطلع عليه بتاريخ 2011-09-15.
43. ↑  "Cooperation Internationale" (بالفرنسية). © 2003 City of Tunis Portal. Archived from the original on 2008-10-11. Retrieved 2009-01-31.
44. ↑  "Mapa Mundi de las ciudades hermanadas". Ayuntamiento de Madrid. مؤرشف من الأصل في 2013-04-25.
45. ↑  "::Bethlehem Municipality::". www.bethlehem-city.org. مؤرشف من الأصل في 2014-07-13. اطلع عليه بتاريخ 2009-10-10.
46. ↑  "Guangzhou and Rabat sign sister city agreement". مؤرشف من الأصل في 2015-04-02. اطلع عليه بتاريخ 2015-03-17.

## وصلات خارجية
- الرباط على موقع الموسوعة البريطانية (الإنجليزية)
- الموقع الرسمي للمملكة المغربية
- موقع مدينة الرباط باللغة الفرنسية
- صورة بالقمر الصناعي - Google